# Història de l'ordinador personal

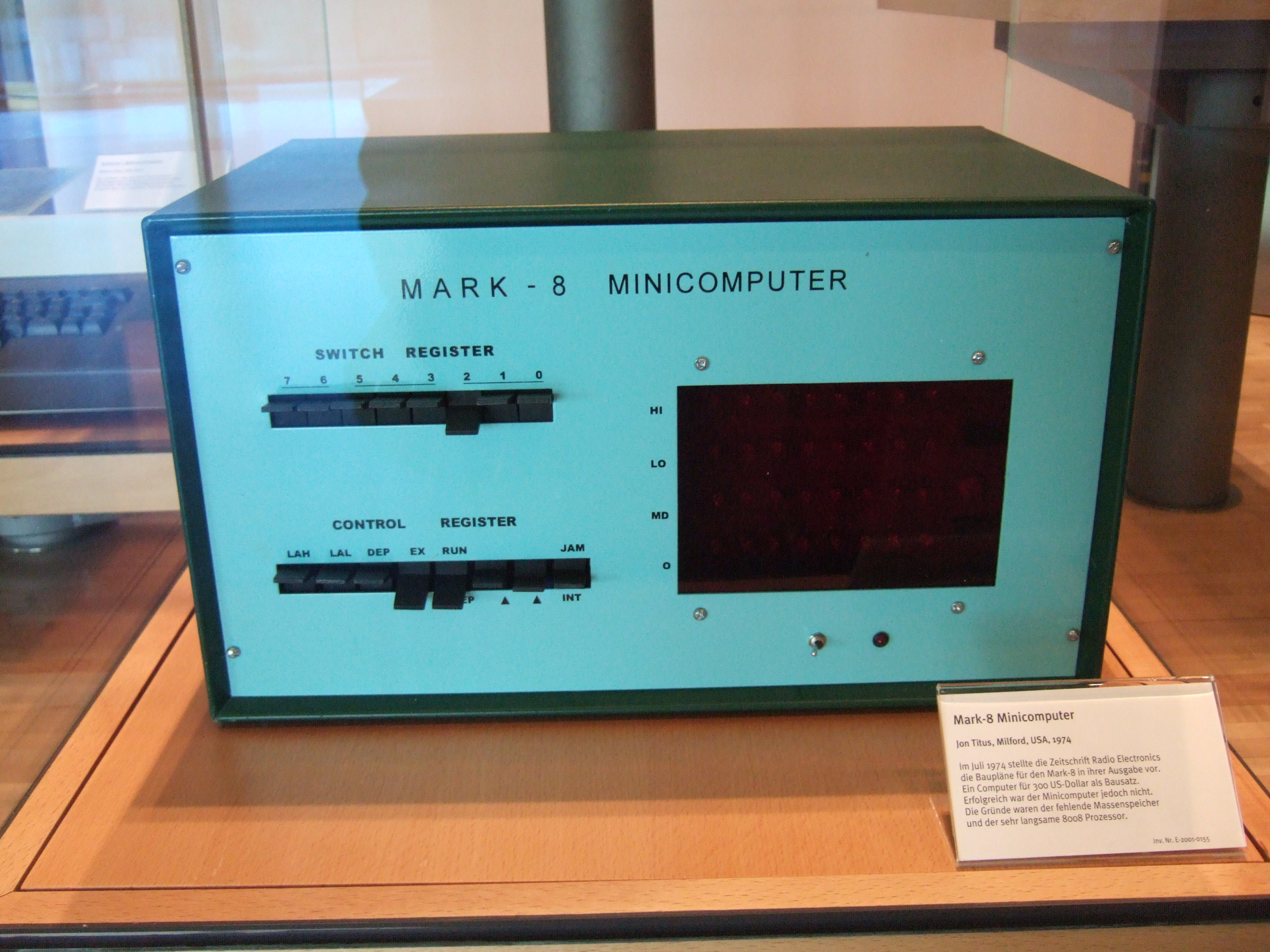
Mark-8.

La història de l'ordinador personal va començar a la dècada de 1970. Un ordinador personal està orientat a l'ús individual i es diferencia d'un ordinador mainframe, on les peticions de l'usuari final són filtrades a través del personal d'operació o un sistema de temps compartit, en el qual un processador gran és compartit per molts individus. Després del desenvolupament del microprocessador, els ordinadors personals van arribar a ser més econòmics i es van popularitzar. Els primers ordinadors personals, generalment anomenats microordinadors, van ser venuts sovint com kits electrònics i en nombres limitats. De fet, tenien interès, principalment, per als aficionats i tècnics.

## Etimologia
Originalment, el terme "ordinador personal" va aparèixer en un article del New York Times el 3 de novembre de 1962, informant de la visió de John W. Mauchly sobre el futur de la programació, segons el que estableix una recent reunió de l'American Institute of Industrial Engineers. Mauchly va indicar que "No hi ha raó per suposar que un noi o noia mitjana, no pugui ser propietari d'un ordinador personal".
Sis anys més tard, un fabricant va prendre el risc de referir al seu producte d'aquesta manera, quan Hewlett-Packard va fer publicitat dels seus "Powerful Computing Genie" com "El nou ordinador personal Hewlett-Packard 9100A". Aquest anunci va ser jutjat com a massa radical per l'audiència a la qual anava destinat, i va ser reemplaçat per un anunci molt més sobri per a la calculadora programable HP 9100A.
Durant els següents set anys, la frase havia guanyat suficient reconeixement, de manera que, quan la revista Byte publicar la seva primera edició, es va referir als seus lectors com "en el camp de la computació personal", i Creative Computing va definir l'ordinador personal com un "sistema de (no) temps compartit, comptant amb suficient potència de processament, i capacitats d'emmagatzematge per satisfer les necessitats d'un usuari individual". Dos anys més tard, va passar el que la revista Byte va anomenar la "Trinitat de 1977" dels petits ordinadors preacoblats, ja que van arribar al mercat l'Apple II i el PET 2001, que van ser promocionats com ordinadors personals, mentre que el TRS-80 era descrit com un microordinador emprat per a les tasques de la llar incloent la "gestió financera personal". El 1979 van ser venuts al voltant de mig milió de microordinadors, i els joves d'aquella època van tenir un nou concepte de l'ordinador personal.

## Mainframes, miniordinadors, i microordinadors

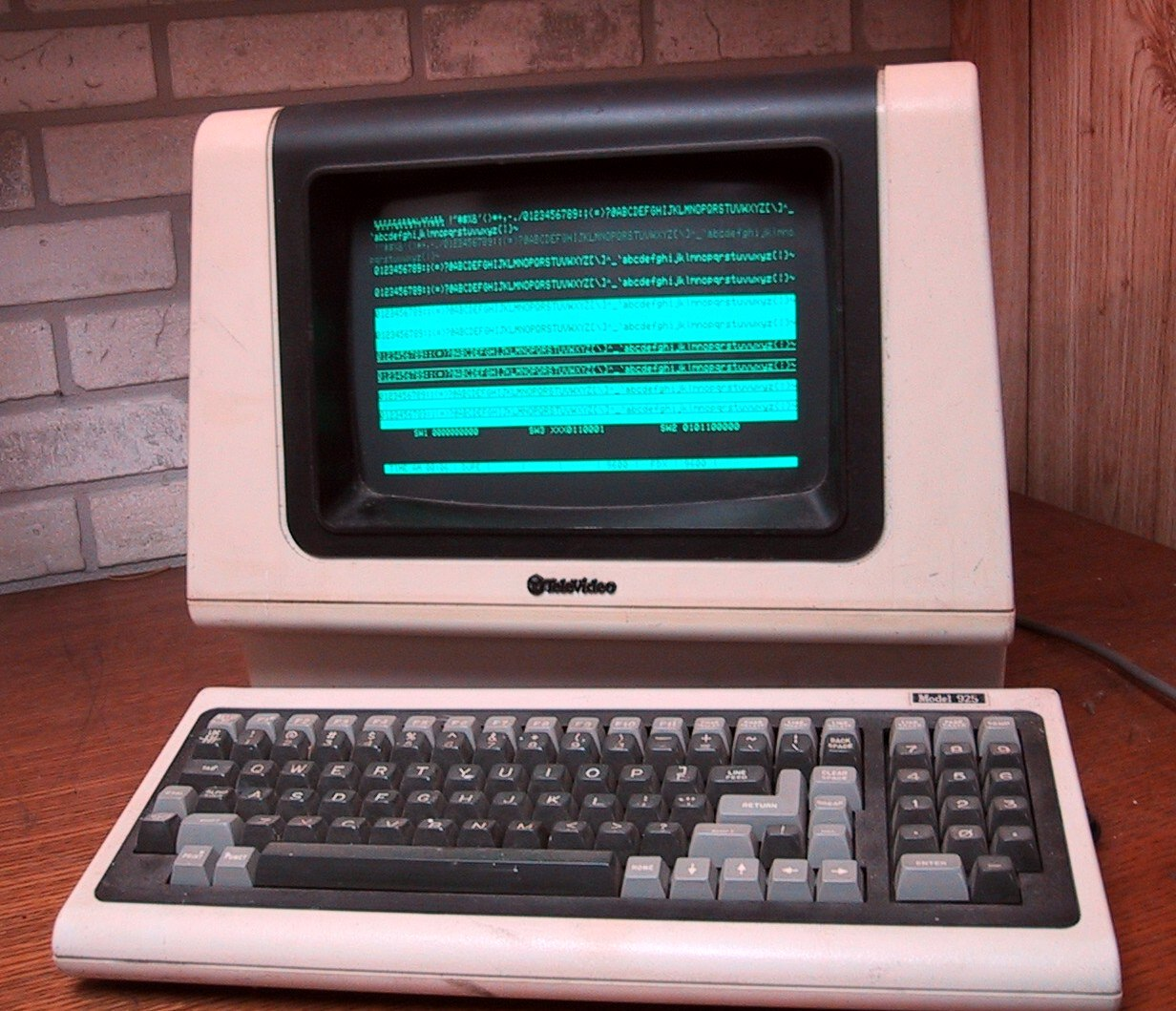
Abans de l'adveniment de l'ordinador personal, els terminals d'ordinador van ser usats per a l'accés a temps compartit dels ordinadors centrals (mainframes)

Abans de la introducció del microprocessador a principis de la dècada del 1970, els ordinadors generalment eren sistemes grans i costosos els amos eren grans corporacions, universitats, agències governamentals, i institucions de mida similar. Els usuaris finals, generalment, no interaccionaven directament amb la màquina, sinó que preparaven tasques per al vostre ordinador en equips fora de línia com perforadores de targetes. Diverses assignacions per a l'ordinador serien recollides i processades en procés per lots. Després que el treball ha acabat, els usuaris podien recollir els resultats. En alguns casos, podria trigar hores o dies entre sotmetre un treball al centre de programació i la recepció de la sortida.
Una forma més interactiva d'ús de l'ordinador es desenvolupa comercialment per mitjans de la dècada del 1960. En un sistema de temps compartit, múltiples terminals permetre a molta gent compartir l'ús d'un processador d'ordinador mainframe. Això era comú en aplicacions empresarials i en ciència i enginyeria.
Un model diferent de l'ús de l'ordinador va ser presagiat en la manera en què van ser usats els primerencs ordinadors experimentals precomercials, on un usuari tenia ús exclusiu d'un processador. En llocs com el MIT, els estudiants amb accés a alguns dels primers ordinadors van experimentar amb aplicacions que avui serien típiques d'un ordinador personal, per exemple: el disseny assistit per ordinador va ser previst pel T-square, un programa escrit l'any 1961, i un ancestre dels jocs d'ordinador d'avui es va trobar al Spacewar del 1962. Alguns dels primers ordinadors que van poder haver-se anomenat "personals" eren miniordinadors primerencs com ara: el LINC i el PDP-8, i posteriorment el VAX, i miniordinadors més grans de Digital Equipment Corporation (DEC), Data General, Prime Computer, i altres. Per als estàndards d'avui, eren molt grans (al voltant de la mida d'un refrigerador) i de cost prohibitiu (típicament desenes de milers de dòlars) i, per tant, rarament van ser comprats per individus. No obstant això, eren molt més petits, menys costosos, i generalment més simples d'operar que molts dels ordinadors mainframes d'aquest temps, per tant, eren assequibles pels laboratoris individuals i projectes de recerca. Els miniordinadors van alliberar en gran part, a aquestes organitzacions, el processament per lots i de la burocràcia d'un centre de programació comercial o universitari.
A més a més, els miniordinadors eren, relativament, més interactius que les unitats centrals, i aviat tindrien els seus propis sistemes operatius. El miniordinador Xerox Alt (1973) va ser una fita en el desenvolupament dels ordinadors personals, per la seva interfície gràfica d'usuari, pantalla de mapa de bits d'alta resolució, gran emmagatzematge de memòria intern i extern, ratolí, i programari especial.
Ja el 1945, Vannevar Bush, en un assaig anomenat As We May Think (com podem pensar), va esbossar una possible solució al creixent problema de l'emmagatzematge i la recuperació d'informació. En el que va ser anomenat més tard com The Mother of All Demos (la mare de totes les demostracions), l'investigador Douglas Engelbart del SRI va donar, el 1968, una vista preliminar del que es convertiria en les grapes de la vida laboral diària en el segle xxi: l'email, l'hipertext, el Processador de text, la Videoconferència, i el ratolí. La demostració era la culminació de la recerca al laboratori Augmentation Research Center d'Engelbart, que es va concentrar en l'aplicació de la tecnologia de programació per facilitar pensament humà creatiu.

## Microprocessador i reducció de costos
Els miniordinadors, ancestres del modern ordinador personal, van usar una primerenca tecnologia de circuits integrats (microxip), que va reduir la mida i el cost, però no contenia al microprocessador en un xip. Això significava que encara eren grans i difícils de fabricar just com els seus predecessors els mainframes. Després que el "ordinador en un xip" fos comercialitzat, el cost per manufacturar un sistema de programació va caure dramàticament. L'aritmètica, lògica, i funcions de control, que prèviament van ocupar diverses i costoses plaques de circuits impresos ara eren a un sol circuit integrat, fent possible produir-los en grans volums. Concurrentment, els avenços en el desenvolupament de la memòria d'estat sòlid van eliminar la voluminosa, costosa i famolenca d'energia memòria de nucli magnètic usada en prèvies generacions d'ordinadors.
Hi havia alguns investigadors a llocs com ara SRI i Xerox PARC que estaven treballant en ordinadors que una sola persona pogués utilitzar i puguin ser connectats per xarxes ràpides i versàtils: no ordinador de casa (home computer), sinó un ordinador personal.

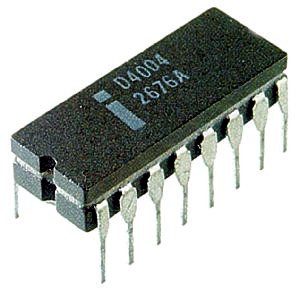
L'Intel 4004, el primer microprocessador

Després de la introducció el 1972 de l'Intel 4004, els costos dels microprocessadors van declinar ràpidament. L'any 1974, la revista d'electrònica nord-americana Ràdio-Electronics va descriure el kit d'ordinador Mark-8, basat en el processador Intel 8008. El gener de l'any següent, la revista Popular Electronics va publicar un article que descrivia un kit basat en l'Intel 8080, un processador una mica més potent i més fàcil d'utilitzar. L'Altair 8800 es va vendre extraordinàriament bé, encara que la grandària de la memòria inicial estava limitat a uns pocs centenars de bytes i no hi havia programari disponible. No obstant això, el kit de l'Altair era molt menys costós que un sistema de desenvolupament d'Intel d'aquest temps, així que va ser comprat per companyies interessades a desenvolupar un control de microprocessador pels seus propis productes. Targetes d'expansió de memòria i perifèrics van ser aviat llistades per les manufacturadores originals, i més tard, per manufacturadores de dispositius endollables compatibles. El primer producte de Microsoft va ser un interpretador BASIC de 4 kilobytes en cinta de paper perforat, l'Altair BASIC, que va permetre que els usuaris desenvolupessin programes en un llenguatge d'alt nivell. L'alternativa era acoblar a mà el codi de màquina que podia ser carregat directament a la memòria del microordinador emprant un panell frontal de commutadors, botons i LEDs. Mentre que el panell frontal del maquinari emulava als utilitzats pels primers mainframes i miniordinadors, després d'un curt temps, l'entrada/sortida a través d'un terminal era la interfície home-màquina preferida, i els panells frontals van arribar a extingir-se.

## Inicis de la indústria de l'ordinador personal

### Kenbak-1
El Kenbak-1 és considerat pel Computer History Museum com el primer ordinador personal del món. Va ser dissenyat i inventat per John Blankenbaker de Kenbak Corporation en el 1970, i va ser venut per primera vegada a principis del 1971. A diferència d'un ordinador personal modern, el Kenbak-1 va ser construït amb circuits integrats TTL de baixa escala d'integració, i no va usar un microprocessador. El sistema primer va vendre per $ 750. Només al voltant de 40 màquines van ser construïdes i venudes. L'any 1973, la producció del Kenbak-1 es va aturar mentre que Kenbak Corporation va desaparèixer.
Amb només 256 bytes de memòria, una mida paraula de 8 bits, i l'entrada i la sortida restringida a llums i interruptors, el Kenbak-1 era més útil per aprendre els principis de la programació, però no era capaç de córrer programes d'aplicació.

### Datapoint 2200

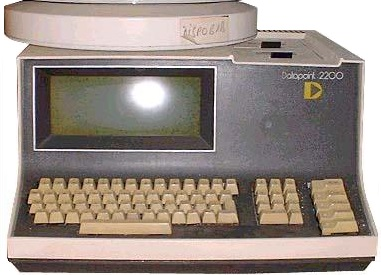
1970: Datapoint 2200

Un terminal programable anomenat Datapoint 2200 és primer dispositiu conegut que porta una certa i significativa semblança al de l'ordinador personal modern, amb una pantalla, teclat, i emmagatzematge per al programa. Va ser fet el 1970 per CTC (ara conegut com a Datapoint), i era un sistema complet en una petita carcassa que tenia una base aproximada d'equips de treball sobre aspectes específics. El City Protocol es desenvoluparà per etapes amb una duomponents discrets, encara que la companyia havia comissionat a Intel perquè desenvolupés una unitat central en un xip; Hi va haver una ruptura entre CTC i Intel, i el microprocessador que Intel havia desenvolupat no va ser usat. Intel aviat comercialitzà una versió modificada d'aquest xip com l'Intel 8008, el primer microprocessador de 8 bits del món. Per tant, les necessitats i els requisits del Datapoint 2200 van determinar la naturalesa del 8008, sobre el qual van ser basats tots els successius processadors usats en PC compatibles amb IBM. Addicionalment, el disseny del CPU multi-xip de Datapoint 2200 i el disseny final d'Intel 8008 eren tan similars que els dos són en gran part compatibles en el programari, per tant, el Datapoint 2200, des d'una perspectiva pràctica, pot ser considerat com si de fet fos accionat per un 8008, el que també ho fa un fort candidat al títol de "primer microordinador".

### MICRAL N
La companyia francesa R2E va ser formada, per dos enginyers anteriors de la companyia Intertechnique, per vendre el seu disseny de microordinador basat en l'Intel 8008. El sistema va ser originalment desenvolupat en l'Institut National de la Recherche Agronomique per automatitzar mesuraments higromètriques. El sistema va córrer a 500 kilocicles i va incloure 16 KB de memòria, i es va vendre per 8500 francs (com $ 1300).
Un bus, anomenat Pluribus va ser introduït i permetia la connexió de fins a 14 targetes. Diferents targetes per a entrada/sortida digital, entrada/sortida anàloga, memòria, disc floppy, estaven disponibles per R2E. El sistema operatiu de MICRAL va ser anomenat inicialment Sysmic, i va ser més tard reanomenat Prologue. R2E va ser absorbida per Groupe Bull l'any 1978. Encara que Groupe Bull continués la producció d'ordinadors MICRAL, no estava interessat en el mercat de l'ordinador personal, i els ordinadors MICRAL van ser destinats sobretot a les cabines de peatge de les carreteres (on van romandre en servei fins al 1992) i similars vetes de mercat.

### Xerox Alto i Xerox Star

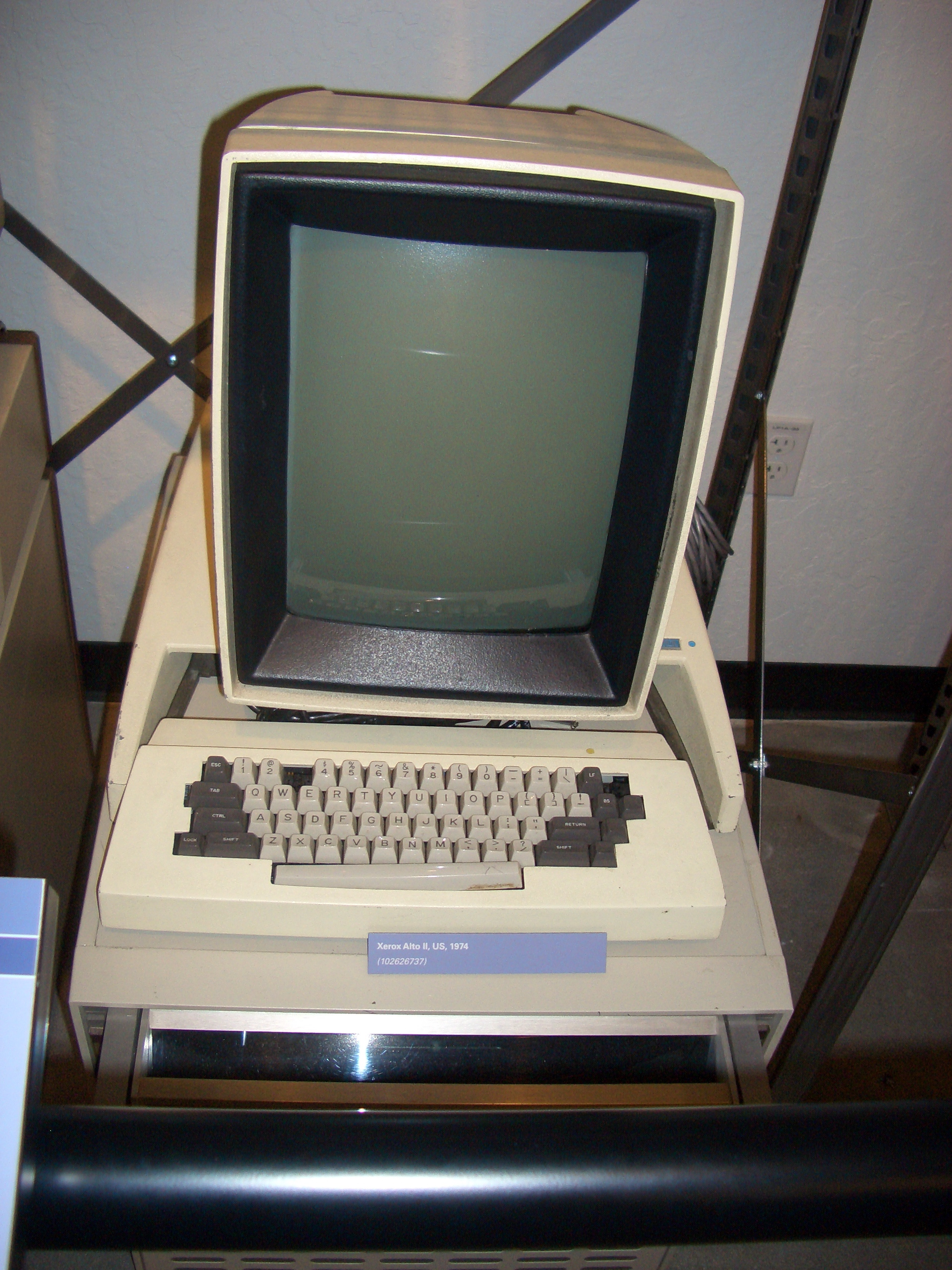
1973: Xerox Alto

El Xerox Alto, desenvolupat en Xerox PARC l'any 1973, va ser el primer ordinador a usar un ratolí, la metàfora de l'escriptori, i una interfície gràfica d'usuari (GUI), conceptes introduïts per primera vegada per Douglas Engelbart mentre era a SRI International. Va ser el primer exemple d'allò que avui dia seria reconegut com un ordinador personal complet.
El 1981, la Xerox Corporation introduir l'estació de treball Xerox Star, oficialment coneguda com el "8010 Star Information System". Dibuixada sobre el seu predecessor, el Xerox Alto, era el primer sistema comercial a incorporar diverses tecnologies que avui han arribat a ser corrents en ordinadors personals, incloent-hi una exhibició de mapa de bits, una interfície gràfica d'usuari basada en finestres, icones, carpetes, ratolí, xarxa d'ethernet, servidors de fitxers, servidors d'impressores i email. També va incloure un llenguatge de programació de sistema anomenat Smalltalk.
Mentre que el seu ús va ser limitat als enginyers en Xerox PARC, l'Alt tenia característiques avançades al seu temps. El Xerox Alto i el Xerox Star inspirarien a l'Apple Lisa i a l'Apple Macintosh.

### IBM 5100

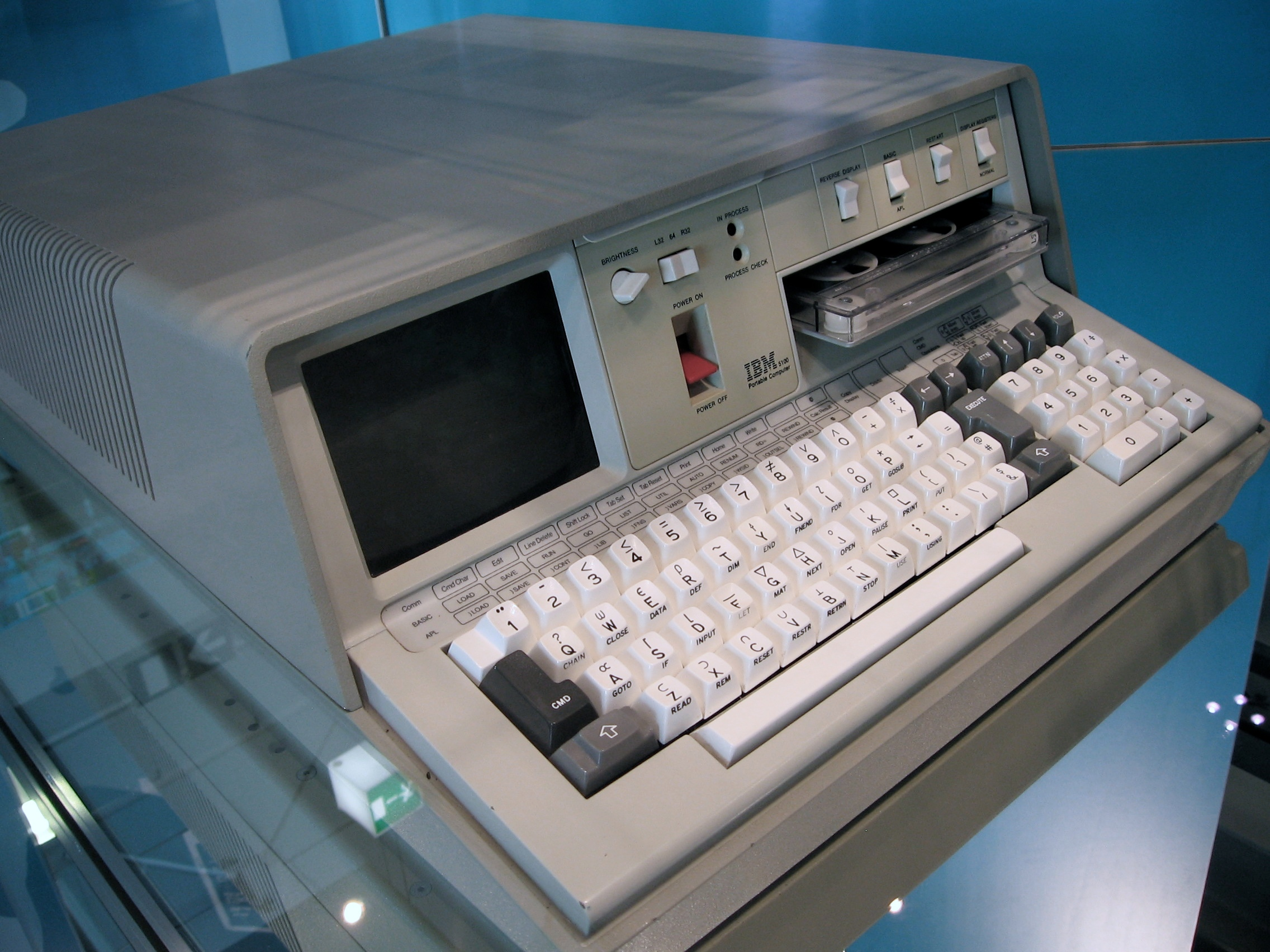
IBM 5100

L'IBM 5100 era un ordinador d'escriptori introduït al setembre de 1975, sis anys abans de l'IBM PC. Era l'evolució d'un prototip anomenat Special Computer APL Machine Portable (Scamper) que l'IBM va demostrar l'any 1973. El gener de 1978 IBM va anunciar a l'IBM 5110, el seu cosí més gran. El 5100 va ser retirat al març de 1982.
Quan l'IBM PC va ser introduït el 1981, va ser originalment designat com IBM 5150, posant-lo en la sèrie del "5100", encara que la seva arquitectura no va baixar directament de l'IBM 5100.

### Altair 8800

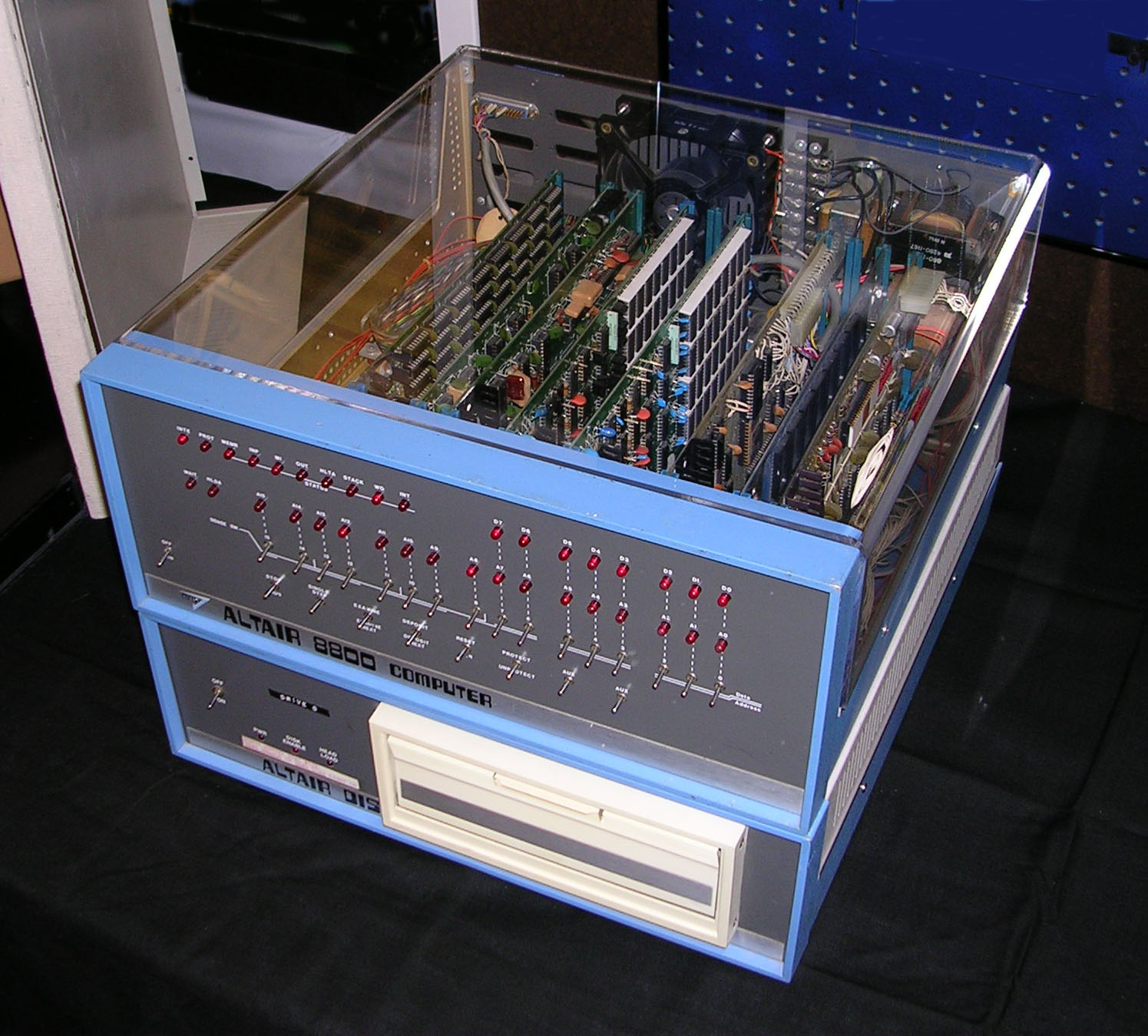
1975: Altair 8800

El desenvolupament del microprocessador en un sol xip va ser l'entrada a la popularització dels veritables ordinadors personals barats i fàcils d'usar. Era només una qüestió de temps abans que un d'aquests dissenys pogués impactar un punt ideal en termes de preu i acompliment, i aquesta màquina és considerada generalment com l'Altair 8800, de MITS, una empresa petita que produïa kits electrònics per als aficionats.
L'Altair va ser introduït en un article de la revista Popular Electronics en l'edició de gener de 1975. Similarment als projectes anteriors de MITS, l'Altair va ser venut en forma de kit, encara que un de relativament complex consistent en quatre plaques de circuit i moltes parts. Valorat en només 400 dòlars, l'Altair va sorprendre els seus creadors quan va generar milers de comandes el primer mes. Incapaç de manejar la demanda, MITS eventualment va vendre el disseny després de vendre prop de 10.000 kits d'equips.
La introducció de l'Altair va generar una indústria sencera basada en la diagramació bàsica i el disseny intern. Noves companyies com Cromemco van començar per suplir kits addicionals, mentre que Microsoft va ser fundat per subministrar un intèrpret BASIC per als sistemes. Poc després, un nombre de dissenys complets de clons va aparèixer al mercat, tipificats per l'IMSAI 8080. Això va portar a una àmplia varietat de sistemes basats en el bus S-100 introduït amb l'Altair, màquines d'un generalment millorat acompliment, qualitat i facilitat d'ús.
L'Altair i els clons primerencs, eren relativament difícils d'utilitzar. Les màquines no contenien cap sistema operatiu a Memòria ROM, així que arrencar requeria un programa en llenguatge de màquina ingressat a mà mitjançant dels interruptors del panell frontal, una posició a la vegada. El programa era típicament un petit driver per a un lector de cinta de paper perforat, que llavors seria usat per llegir un altre programa "real". Sistemes posteriors van afegir codi bootstrapping per a millorar aquest procés, i les màquines van arribar a ser gairebé universalment associades amb el sistema operatiu CP/M, carregat des d'un disc floppy.
L'Altair va crear una nova indústria de microordinadors i de kits d'ordinador, amb molts altres seguint, per exemple una onada de petits ordinadors d'empresa basats en els microprocessadors Intel 8080, Zilog Z80 i Intel 8085 a finals de la dècada del 1970. La majoria corrien amb el sistema operatiu CP/M-80 desenvolupat per Gary Kildall a Digital Research. El CP/M-80 era el primer sistema operatiu popular per microordinador a ser usat per molts diferents venedors de maquinari, i molts paquets de programari van ser escrits per a ell, com el WordStar i dBase II.

### Homebrew Computer Club
Encara que l'Altair generés un negoci sencer, un altre efecte secundari que va tenir va ser demostrar que el microprocessador havia reduït tant el cost i la complexitat de construir un microordinador que qualsevol persona amb un interès podria construir la seva pròpia màquina. Molts d'aquests aficionats es van reunir i van intercanviar notes en les reunions del Homebrew Computer Club (HCC) en Silicon Valley. Encara que el HCC fora relativament de curta vida, la seva influència en el desenvolupament del modern PC va ser enorme.
Els membres del grup es queixaven que els microordinadors mai arribarien a ser corrents si encara haguessin de ser fets, de parts com l'Altair original, o encara en termes d'acoblar diversos add-ons que convertissin a la màquina en un sistema útil. El que ells sentien necessari era un sistema tot en un. D'aquest desig va venir l'ordinador Sol-20, que va posar un sistema S-100 complet - teclat QWERTY, CPU, targeta de vídeo, memòria i ports - en una sola caixa atractiva. Els sistemes van ser empaquetats amb un interface de cinta de casset per a l'emmagatzematge i un monitor de 12 en blanc i negre. Complet amb una còpia de BASIC, el sistema es va vendre per US $ 2,100. Prop de 10.000 sistemes Sol-20 van ser venuts.
Encara que el Sol-20 fos el primer sistema tot en un que reconeixeríem avui, el concepte bàsic ondulava ja a través d'altres membres del grup, i de companyies externes interessades.

### Altres màquines de l'era
Altres màquines del 1977 que van ser importants dins de la comunitat de l'aficionat en aquells dies van incloure l'Exidy Sorcerer, el NorthStar Horizon, i el Heathkit H8.

## 1977 i l'aparició de la "Trinitat"
Cap a l'any 1976, havien diverses empreses que competien per introduir els primers veritablement reeixits ordinadors personals comercials. Tres màquines, Apple II, TRS-80 i PET 2001 foren comercialitzades el 1977, eventualment venent milions de màquines. La revista Byte posteriorment es va referir a la seva comercialització com la "Trinitat de 1977".

### Apple II

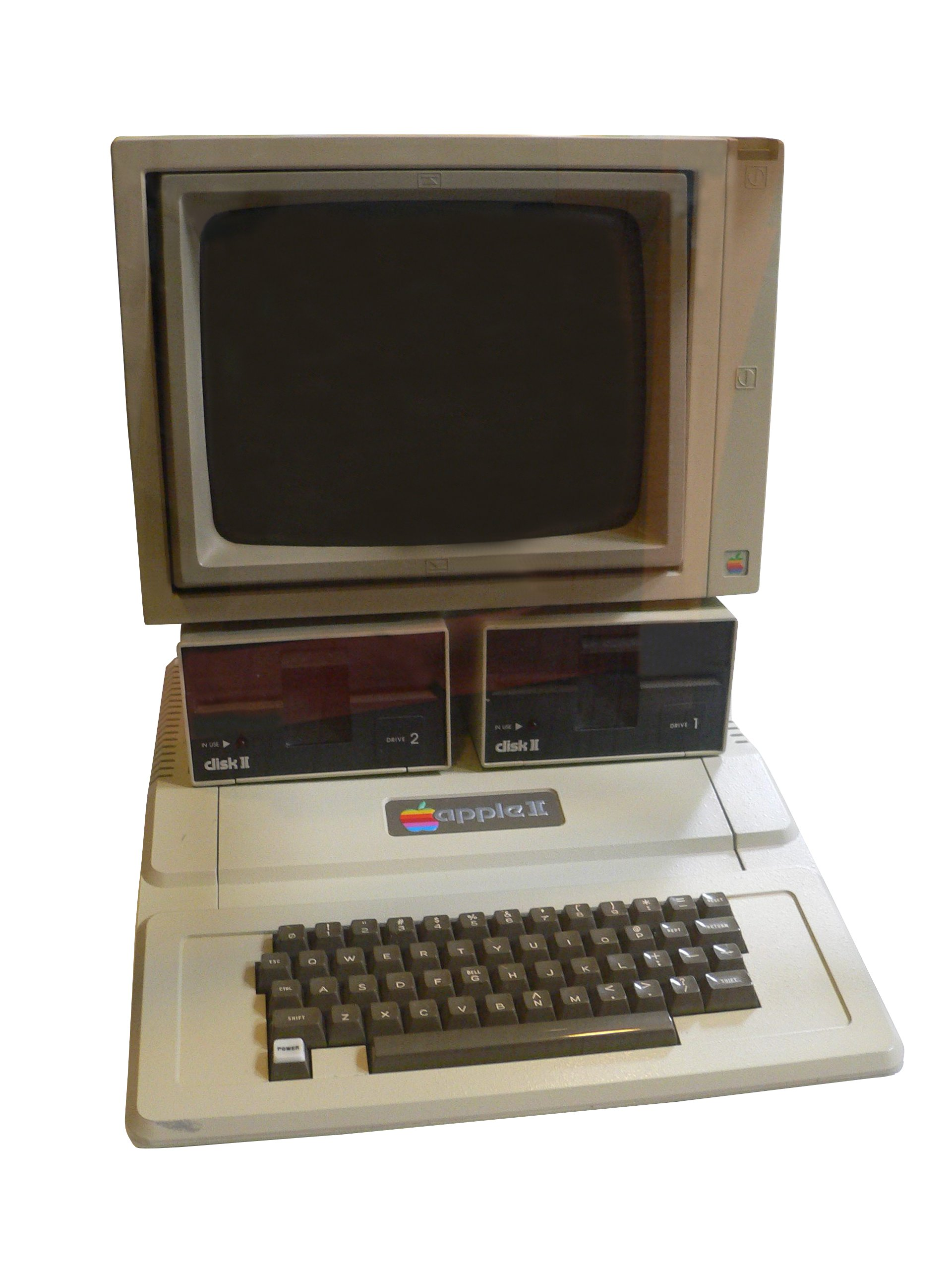
abril de 1977: Apple II

Steve Wozniak (conegut com a "Woz"), visitant regular a les reunions del Homebrew Computer Club, va dissenyar l'ordinador de targeta única Apple I i ho va demostrar per primera vegada allà. Amb especificacions a la mà i una comanda de Byte Shop per a 100 màquines en $ 500,00 dòlars cadascun, Woz i el seu amic Steve Jobs van fundar Apple Computer.
Al voltant de 200 de les màquines es van vendre abans que la companyia anunciés l'Apple II com un ordinador complet. Tenia gràfics de color, un teclat QWERTY complet, i ranures internes per a l'expansió, que van ser muntats en una carcassa de plàstic estilitzat d'alta qualitat. El monitor i els dispositius d'entrada/sortida van ser venuts per separat. El sistema operatiu original de l'Apple II era només l'interpretador Integer BASIC conté la Memòria ROM. L'Apple DOS va incorporar la disquetera, la darrera versió va ser el "Apple DOS 3,3".
El seu més alt preu i la falta d'un BASIC de punt flotant, juntament amb una manca de llocs de distribució al detall, van fer retardar-se en vendes darrere d'altres màquines de la Trinitat fins al 1979, quan va superar el PET. Va ser empesa altre cop al 4t lloc quan Atari va introduir els seus populars sistemes Atari de 8 bits.
Tot i les lentes vendes inicials, el temps de vida de l'Apple II va ser prop de vuit anys més llarg que altres màquines, i així acumular les vendes totals més altes. L'any 1985, 2,1 milions havien estat venuts i més de 4 milions d'Apple II van ser despatxats al final de la seva producció el 1993.

### TRS-80

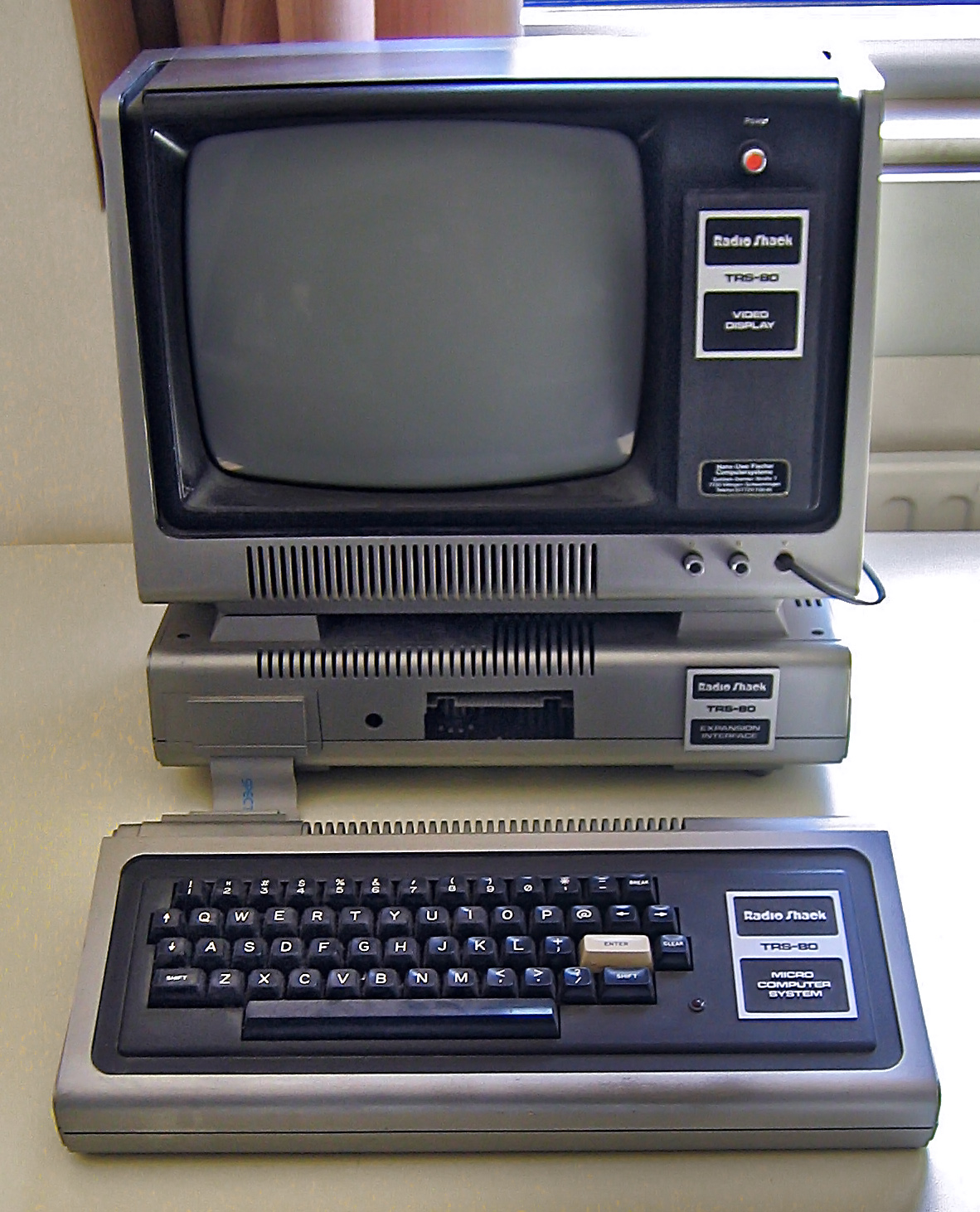
Novembre de 1977: TRS-80 Model I

Tandy Corporation va introduir el TRS-80, conegut retroactivament com el Model I (Model I) quan van ser introduïts models millorats. El Model I va combinar la targeta mare i el teclat en una sola unitat amb un monitor i una font d'alimentació separats. Encara que el PET i Apple II oferissin certes característiques que van ser granment avançades en comparació, les prestatgeries de les més de 3000 botigues Ràdio Shack de Tandy assegurar que tingués una extensa distribució que ni Apple ni Commodore podien tocar.
El Model I va utilitzar un processador Zilog Z80 amb un rellotge d'1,77 MHz (els models posteriors van ser despatxats amb un processador Z80A). El model bàsic, originalment, es despatxava amb 4 KB de RAM, i més tard, amb 16 KB. Les seves altres característiques fortes eren el seu teclat QWERTY complet, grandària petita, ben escrit BASIC de punt flotant i incorporació d'un monitor i d'un gravador de cassettes tot per $599 dòlars, un estalvi de $600 sobre l'Apple II.
El Model I va córrer amb un cert problema complint les regulacions de la FCC sobre interferència de ràdio causa de la seva carcassa de plàstic i cables exteriors. Apple havia resolt aquest problema amb una fulla metàl·lica interior però aquest pedaç no treballaria en el Model I. Com que el Model II i el Model III estaven ja en producció, Tandy decidit fabricar el model I. Ràdio Shack havia venut 1,5 milions del Model I per a la seva cancel·lació el 1981. Una vegada que el Model II i el Model III ja estaven en producció, Tandy va decidir aturar la fabricació del Model I. Ràdio Shack havia venut 1,5 milions de models I per al moment de la cancel·lació el 1981.

### PET

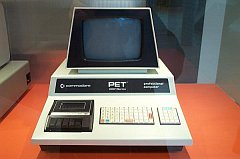
Octubre 1977: Commodore PET

Chuck Peddle va dissenyar el Commodore PET (abreviació de Personal Electronic Transactor) al voltant del processador MOS 6502. Era essencialment un ordinador de targeta única amb un nou xip d'exhibició de pantalla (el MOS 6545) que manejava un petit monitor monocromàtic incorporat amb gràfics de caràcters de 40 × 25. La targeta processadora, el teclat, monitor i unitat de casset estaven tots muntats en una sola caixa metàl·lica. El 1982, Byte es va referir al disseny del PET com "el primer ordinador personal del món".
El PET es va despatxar en dos models, el 2001-4 amb 4 KB de RAM, i el 2001-8 amb 8 KB. La màquina també va incloure incorporat al front de la carcassa un Datassette per a l'emmagatzematge de dades, que va donar poc espai per al teclat. El 2001 va ser anunciat el juny de 1977 i les primeres 100 unitats van ser enviades a mitjans d'octubre de 1977.
No obstant això es van mantenir ordres de comanda pendents per mesos, i per facilitar les entregues eventualment cancel·lar la versió de 4 kB a principis del següent any.
Encara que la màquina fos prou reeixida, hi havia queixes freqüents sobre el minúscul teclat calculadora, designat sovint un "Teclat tipus chiclet" a causa de la semblança de les tecles al popular caramel de chiclet. Això va ser corregit en les versions actualitzades del "dash N" i "dash B" del 2001, que van posar el casset fora de la carcassa, i incloïen un teclat molt més gran amb un moviment complet. Internament va ser utilitzada una targeta mare més nova i més simple, juntament amb una millora en memòria a 8, 16, o 32 KB, coneguts com el 2001-N-8, 2001-N-16 o 2001-N-32, respectivament.
El PET va ser el menys excitat de les màquines de la Trinitat del 1977, amb menys d'1 milió en vendes.

## Ordinadors de casa
Encara que l'èxit de les màquines de la Trinitat fora relativament limitat en termes globals, a mesura que els preus dels components van continuar baixant, moltes companyies van entrar al negoci de la programació. Això va portar a una explosió de màquines de baix cost conegudes com a ordinador personal que van vendre milions d'unitats abans que el mercat fes implosió en una guerra de preus a principis de la dècada de 1980.

### Atari 400/800

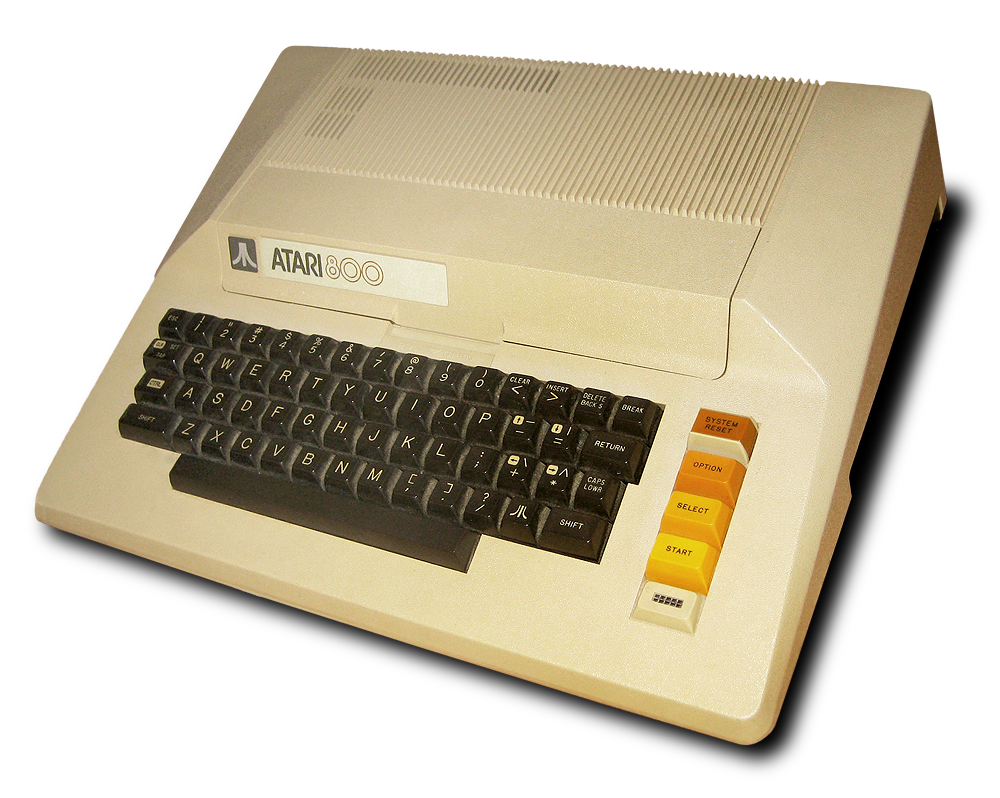
1979: Atari 800

Atari era una marca ben coneguda a la fi de la dècada del 1970, tant pels seus exitosos jocs d'arcade com Pong, així com per l'enormement reeixida videoconsola Atari VCS. Es va adonar que el VCS tindria un temps de vida limitat al mercat i abans que vingués un competidor tècnicament avançat, Atari va decidir que ells serien aquest competidor, i va començar a treballar sobre un nou disseny de consola que era molt més avançat.
Mentre aquests dissenys eren desenvolupats, les màquines de la Trinitat van colpejar el mercat amb considerable fanfàrria. La gestió d'Atari va decidir canviar la seva feina d'una consola de vídeo a un sistema d'ordinador personal. El seu coneixement del mercat casolà a través del VCS resultar en màquines que eren gairebé indestructibles i tan fàcils d'usar com una màquina de jocs - simplement s'endolla un cartutx i llest. Les noves màquines van ser introduïdes per primera vegada el 1978 com els Atari 400 i Atari 800, però problemes de producció significar que les vendes extenses no començaran fins a l'any següent.
En aquest temps, les màquines van oferir el que llavors era un rendiment molt més alt que els dissenys contemporanis i un nombre de característiques gràfiques i de so que cap altre microordinador podia igualar. Com a conseqüència, van arribar a ser molt populars, ràpidament eclipsant les màquines de la Trinitat en vendes. Malgrat un començament prometedor amb prop de 600.000 venudes el 1981, la guerra de preus que s'acostava va deixar a Atari en una mala posició. No podien competir efectivament amb Commodore, i només prop de 2 milions de màquines van ser produïdes per al final de la seva producció.

### Texas Instruments TI-99

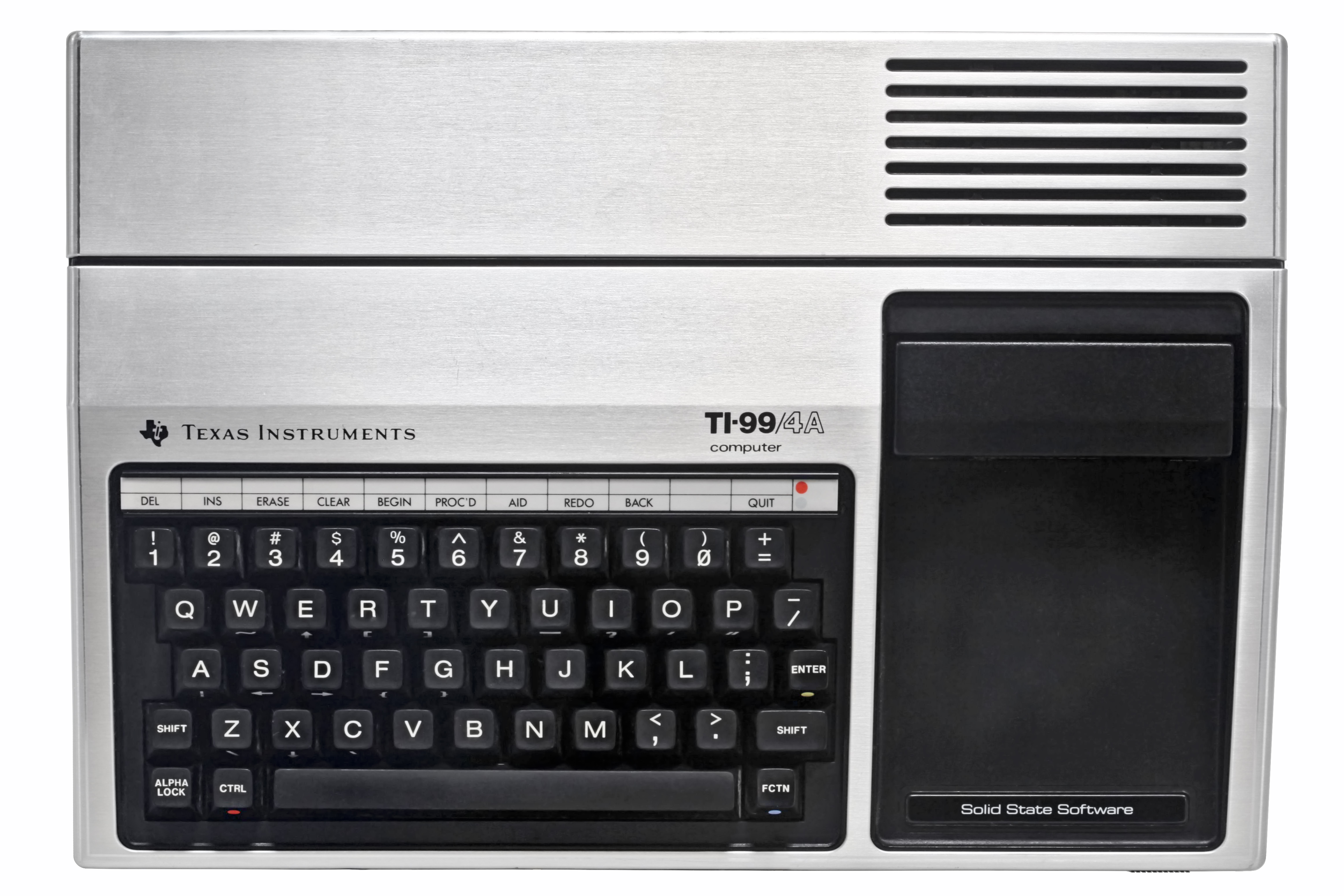
TI-99/4A (1981)

Texas Instruments (TI), en aquest llavors el fabricant més gran del món de xips, va decidir entrar al mercat de l'ordinador personal amb el Texas Instruments TI-99/4A. Anunciat molt abans d'arribar, la majoria dels observadors industrials esperaven que la màquina escombrés tota la competència - en el paper el seu acompliment era intocable, i TI tenia reserves d'efectiu i una capacitat enorme de desenvolupament.
Quan fou comercialitzat, a finals de 1979, TI va portar un acostament una mica lent per a la introducció, inicialment enfocant-se en les escoles. Contrari a les prediccions anteriors, les limitacions del TI-99 van significar que no era l'assassí gegant que tothom esperada, i un nombre de les seves característiques de disseny van ser altament controvertides. Un total de 2,8 milions d'unitats van ser despatxades abans que el TI-99/4A fos descontinuat al març de 1984.

### Commodore VIC-20, Commodore 64 i Commodore Amiga

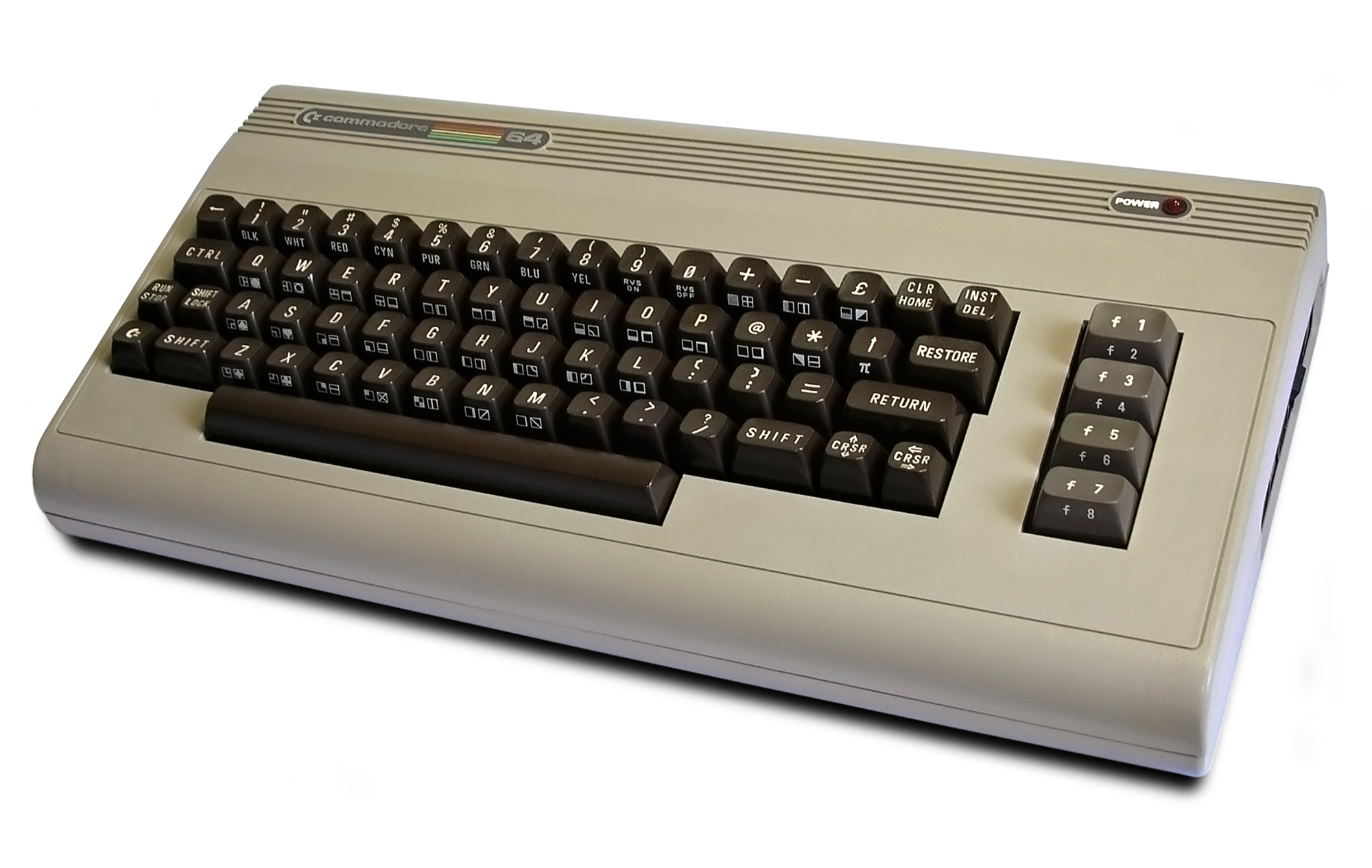
1982: Commodore 64

Adonant-se que el PET no podria competir fàcilment amb les màquines de color com Apple II i Atari, Commodore va introduir el VIC-20 per dirigir-se el mercat casolà. Les limitacions a causa d'una minúscula memòria de 4 KB i la seva exhibició relativament limitada en comparació a altres màquines van ser compensades per un preu baix i sempre caient. Milions de VIC-20 van ser venuts.
L'ordinador personal amb millors vendes de tots els temps fou comercialitzat per Commodore International l'any 1982: El Commodore 64 (C64) va vendre més de 17 milions d'unitats abans de la seva fi. El nom C64 era derivat dels seus 64KB de RAM i també va venir amb una ranura lateral de suport per cartutxos ROM. Va usar el microprocessador MOS 6510; MOS Technology, Inc li pertanyia llavors a Commodore.
Entre 1985 i 1994 Commodore va comercialitzar la sèrie d'ordinadors Amiga com a successora del C64. Va ser introduïda amb l'Amiga 1000, el qual anava equipat amb un microprocessador Motorola MC68000 a 7,14 MHz El model més reeixit, per les seves bones prestacions i bon preu, va ser l'Amiga 500, comercialitzat el 1987.

### BBC Micro

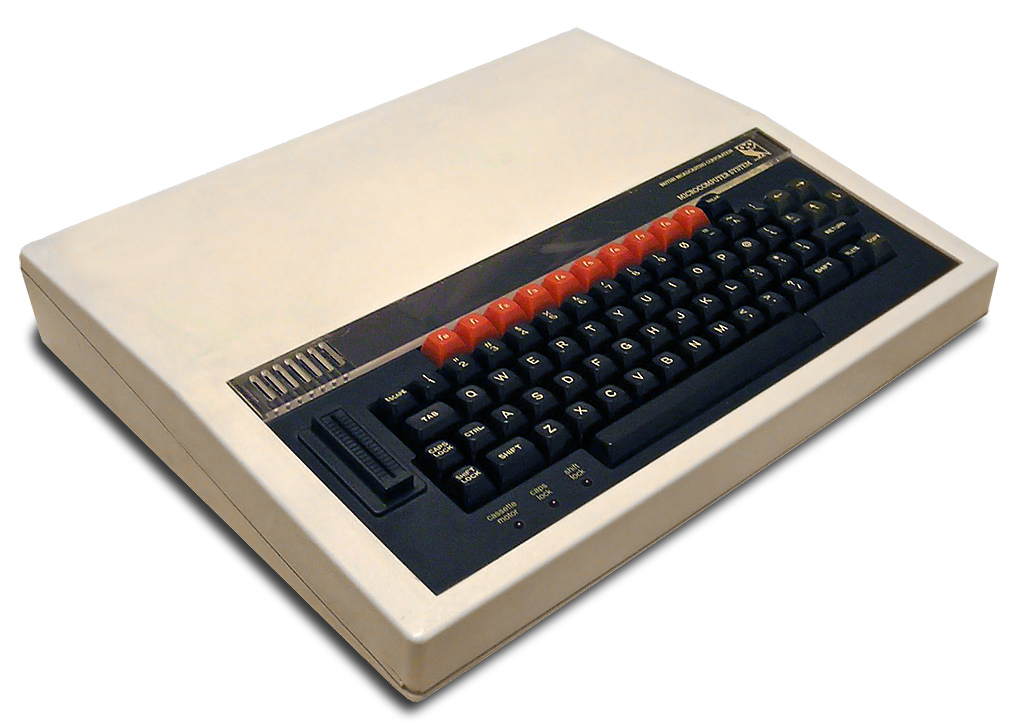
El BBC Micro

La BBC es va interessar a fer una sèrie en alfabetisme en ordinadors, i va enviar una proposta perquè un petit ordinador estandarditzat fos usat amb el xou. Després d'examinar diversos participants, van seleccionar el que era conegut llavors com l'Acorn Proton i van fer un nombre de canvis menors per produir el BBC Micro. El Micro era relativament costós, el que va limitar el seu atractiu comercial, però amb un mercadeig extens, el suport de la BBC i la gran varietat de programes, eventualment es van vendre com 1,5 milions d'unitats del sistema. Acorn va ser rescatada de la foscor, i se'n va anar a desenvolupar el processador de l'ARM (Acorn RISC Machine) per accionar els següents dissenys. L'ARM és àmpliament emprat fins al dia d'avui, accionant una àmplia varietat de productes com l'iPhone.

### Guerra de preus i caiguda
Anteriorment, Texas Instruments havia tret a Commodore del mercat de les calculadores abaixant el preu de les calculadores de la seva pròpia marca a menys del cost dels xipsets que ells venien a tercers per fer el mateix disseny. El CEO de Commodore, Jack Tramiel, va jurar que això no passaria una altra vegada, i va comprar MOS Technology, Inc per assegurar una font de xips. Amb la seva font garantida, i bon control sobre el preu dels components, Tramiel deliberadament va posar en marxa una guerra contra TI poc després de la introducció del Commodore 64.
El resultat van ser vendes massives del Commodore 64, però amb gairebé cap benefici. I mentre que el blanc de Tramiel era TI, tot el món en el mercat de l'ordinador personal va ser danyat pel procés, moltes companyies anant a la fallida o sortint del negoci. Al final, fins i tot les mateixes finances de Commodore van ser esguerrats per les demandes de finançar l'expansió massiva de l'edifici necessària per despatxar les màquines, i Tramiel va ser tret de la companyia.
Atari i Commodore van ser els únics dos grans actors que van quedar en el mercat pel 1984, i ambdues tenien un pis financer tambalenate. A més a més, els compradors de sistemes van trobar que la inutilitat real dels ordinadors a les llars era una cosa limitant. A part de jugar jocs, havia pocs usos que podia suportar el mercat. Les telecomunicacions era una afició popular, però encara era un esforç altament tècnic en el món previ a l'era del World Wide Web. Les aplicacions de negoci podien córrer bé en aquestes màquines, però la possibilitat de vendre una màquina amb el nom Atari en ella, als negocis era propera a zero.

## IBM PC

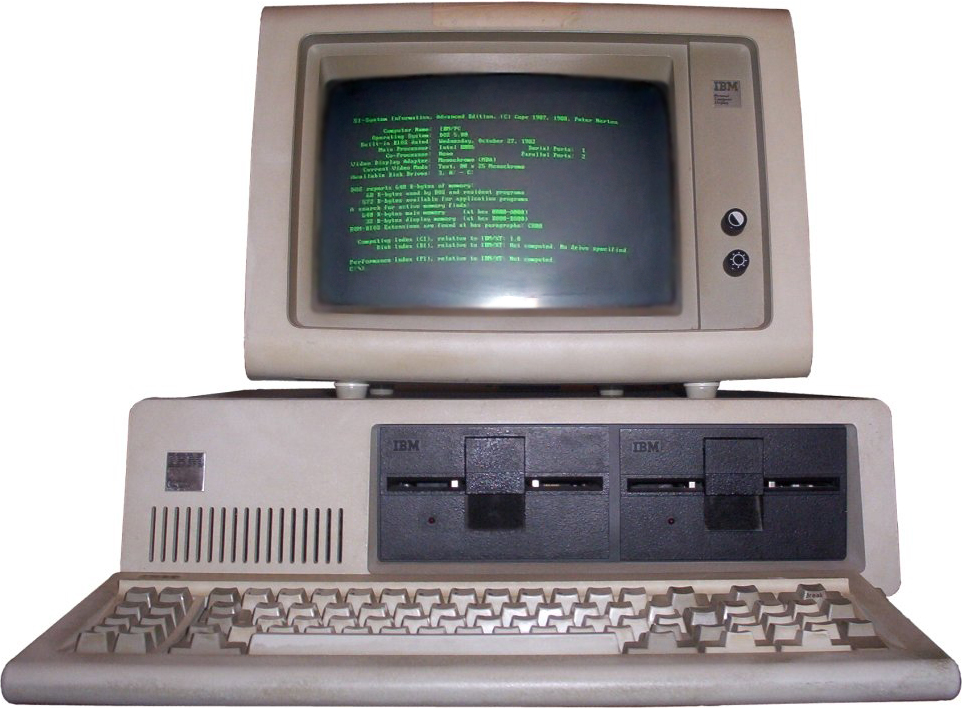
1981: IBM 5150 (l'IBM PC)

IBM va respondre a l'èxit de l'Apple II amb l'IBM PC, comercialitzat a l'agost de 1981. Com l'Apple II i els sistemes S-100, estava basat en una arquitectura oberta basada en targetes, que permetia a tercers desenvolupar-hi. Usava el CPU Intel 8088 corrent a 4,77 MHz, que contenia 29.000 transistors. El primer model usava un casset d'àudio per a emmagatzematge extern, encara que hi havia una costosa opció de disc floppy. L'opció del casset mai va ser popular i va ser remoguda en l'IBM XT de 1983.
El XT va afegir un disc dur de 10 MB en el lloc d'un dels dos discos floppy i va incrementar el nombre de slots de 5 a 8. Mentre que el disseny original del PC podia acomodar només fins a 64 KB en la targeta mare, l'arquitectura era capaç d'acomodar fins a 640 KB de RAM en total, amb la resta en targetes. Versions posteriors del disseny incrementar el límit a 256 KB en la targeta mare.
L'IBM PC típic venia amb el PC-DOS, un sistema operatiu basat en el CP/M-80 de Gary Kildall. El 1980, IBM es va acostar a Digital Research, la companyia de Kildall, per a una versió del CP/M per al seu pròxim IBM PC. L'esposa i companya de negocis de Kildall, Dorothy McEwen, es va reunir amb els representants d'IBM que van ser incapaços de negociar un acord estàndard de confidencialitat amb ella. IBM es va tornar a Bill Gates, que ja estava proporcionant l'interpretador Memòria ROM BASIC per al PC. Gates va oferir proporcionar el 86-DOS, desenvolupat per Tim Paterson de Seattle Computer Products. IBM li va canviar el nom a PC-DOS mentre que Microsoft posteriorment va vendre variacions i actualitzacions com MS-DOS.
L'impacte de l'Apple II i l'IBM PC va ser completament demostrat quan la revista Time va nomenar l'ordinador personal com la "Màquina de l'any", o Persona de l'any del 1982 (3 de gener de 1983, "The Computer Moves In"). Va ser la primera vegada en la història de la revista que a un objecte inanimat li fos atorgat aquest premi.

### Clons de l'IBM PC
El disseny original de l'IBM PC va ser seguit el 1983 per l'IBM XT, que va ser un disseny millorat progressivament; Va ometre el suport per al casset, tenia més slots per targetes, i va estar disponible amb un disc dur de 10 MB. Encara obligatori al principi, la unitat de disc dur va ser, posteriorment, una opció i va ser venut un XT amb dos discs floppy. Mentre que el límit arquitectural de la memòria de 640 KB va ser el mateix, versions posteriors van ser més fàcilment expandibles.
Tot i que el PC i el XT incloure una versió del llenguatge BASIC en memòria de només lectura, la majoria eren comprats amb unitats de disc i corrien amb un sistema operatiu, tres sistemes operatius van ser anunciats inicialment amb el PC. Un va ser el CP/M-86 de Digital Research, el segon va ser el PC-DOS d'IBM, i el tercer va ser l'UCSD p-System (de la Universitat de Califòrnia a San Diego). El PC-DOS va ser la versió de marca d'IBM d'un sistema operatiu de Microsoft, anteriorment més conegut per subministrar sistemes de llenguatge BASIC a les companyies de maquinari d'ordinador. Quan es venia per Microsoft, el PC-DOS era anomenat MS-DOS. El UCSD p-System OS va ser fet al voltant del llenguatge de programació Pascal i no va ser mercadejat per a la mateix veta de mercat que els clients d'IBM. Ni el p-System ni el CPM-86 van ser èxits comercials.
Com que el MS-DOS estava disponible com un producte separat, algunes companyies van intentar fer ordinadors que poguessin fer córrer el MS-DOS i programes. Aquestes primerenques màquines, entre elles l'ACT Apricot, el DEC Rainbow 100, el Hewlett-Packard HP-150, el Seequa Vectors i molts altres, no van ser especialment reeixides, doncs requerien una versió adaptada del MS-DOS, i no podien córrer programes específicament dissenyats per al maquinari d'IBM. Les primeres màquines veritablement compatibles van venir de Compaq, encara que altres aviat les van seguir.
Com que l'IBM PC va ser basat en circuits integrats relativament estàndards, i el disseny bàsic de la ranura de targetes no va ser patentat, la porció clau del maquinari era realment el programari BIOS embegut en la memòria de només lectura.
L'any 1984, IBM va introduir l'IBM Personal Computer/AT (anomenat més sovint el PC/AT o AT) construït al voltant del microprocessador Intel 80286. Aquest xip va ser molt més ràpid i podia adreçar fins a 16 MB de RAM però només en una manera que en gran part trencava la compatibilitat amb l'anterior 8086 i 8088. En particular, el sistema operatiu MS-DOS no va ser capaç de prendre avantatge d'aquesta capacitat.

## Apple Lisa i Macintosh

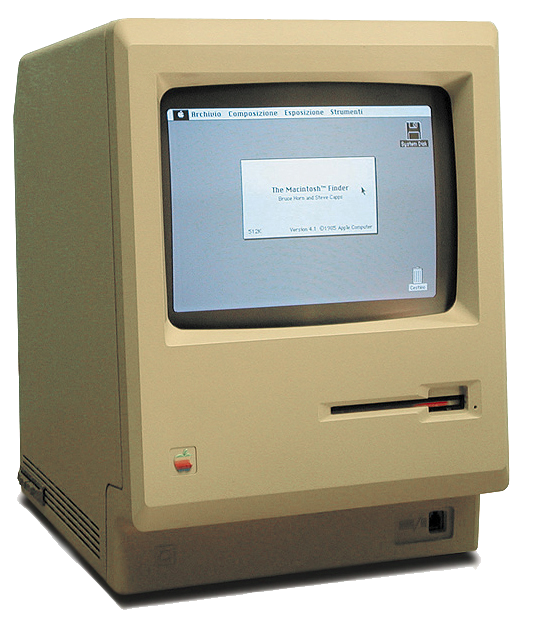
1984: Apple Macintosh

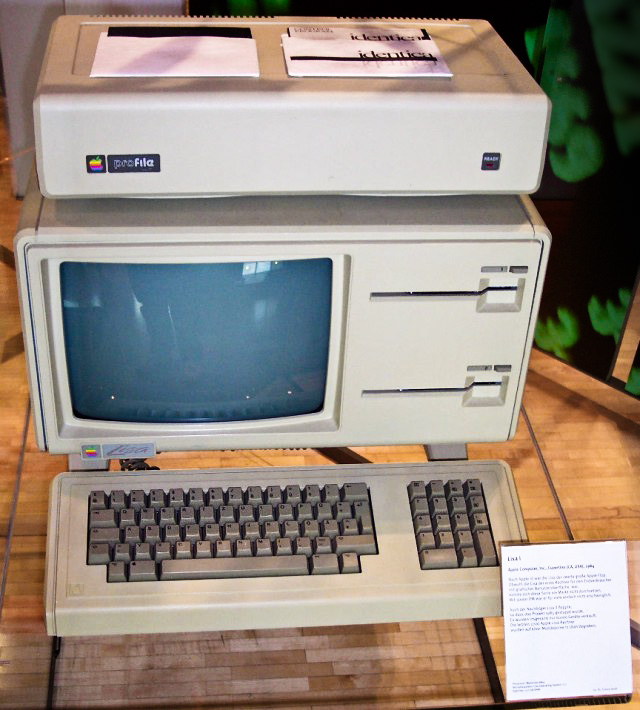
1983: Apple Lisa

El 1983 Apple Computer va introduir el primer microordinador venut massivament amb una interfície gràfica d'usuari, Lisa. El Lisa corria sobre un microprocessador Motorola 68000 i equipat amb 1 MB de RAM, un monitor de 12 polzades en blanc i negre, doble unitat de disc floppy de 5 ¼ polzades i un disc dur Profile de 5 megabytes. No obstant això, la lenta velocitat del sistema operatiu del Lisa i l'alt preu ($ 10.000) van portar al seu fracàs comercial. També va portar a Steve Jobs a decidir-se per l'equip de l'Apple Macintosh.
Basant-se en l'experiència del Lisa, el 1984, Apple comercialitzà l'Macintosh. El seu debut va ser anunciat en una sola transmissió durant el Super Bowl XVIII de 1984 de l'anunci de televisió "1984" creat per Ridley Scott i basat en la novel·la 1984 de George Orwell. La intenció del comercial va ser igualar el Germà Major amb l'IBM PC i una anònima heroïna femenina d'acció (retratada per Anya Major), amb el Macintosh.
El Mac va ser el primer ordinador reeixit manejat per un ratolí amb una interfície gràfica d'usuari o "WIMP" (Windows, Icons, Menus, and Pointers) (Finestres, Icones, Menús i Punters). Basat en el microprocessador Motorola 68000, el Macintosh va incloure moltes de les característiques del Lisa a un preu de $ 2,495. El Macintosh va ser introduït inicialment amb 128 KB de RAM i més tard en aquest any va estar disponible el model amb 512 KB de RAM. Per reduir costos, comparats amb el Lisa, Macintosh -un any més jove- va tenir un disseny de targeta mare simplificat, sense disc dur intern, i una sola unitat de disc floppy de 3.5". Les aplicacions que van venir amb el Macintosh van incloure el MacPaint, un programa de gràfics de mapa de bits, i MacWrite, que va demostrar el processador de text WYSIWYG.
Encara que no va ser un èxit immediat després de la seva comercialització, El Macintosh va ser un ordinador personal reeixit en anys per venir. Això és degut particularment a la introducció de la publicació d'escriptori el 1985 a través de l'associació d'Apple amb Adobe. Aquesta associació va introduir la impressora LaserWriter i Aldus PageMaker (ara Adobe PageMaker) als usuaris d'ordinadors personals. Després Steve Jobs va renunciar a Apple el 1985 per començar amb el NeXT. Un nombre de diferents models de Macintosh, incloent-hi el Macintosh Plus i el Macintosh II, foren comercialitzats amb un alt grau d'èxit. La línia sencera dels ordinadors Macintosh va ser la major competència a IBM fins a principis de la dècada del 1990.

### Proliferació de les GUI

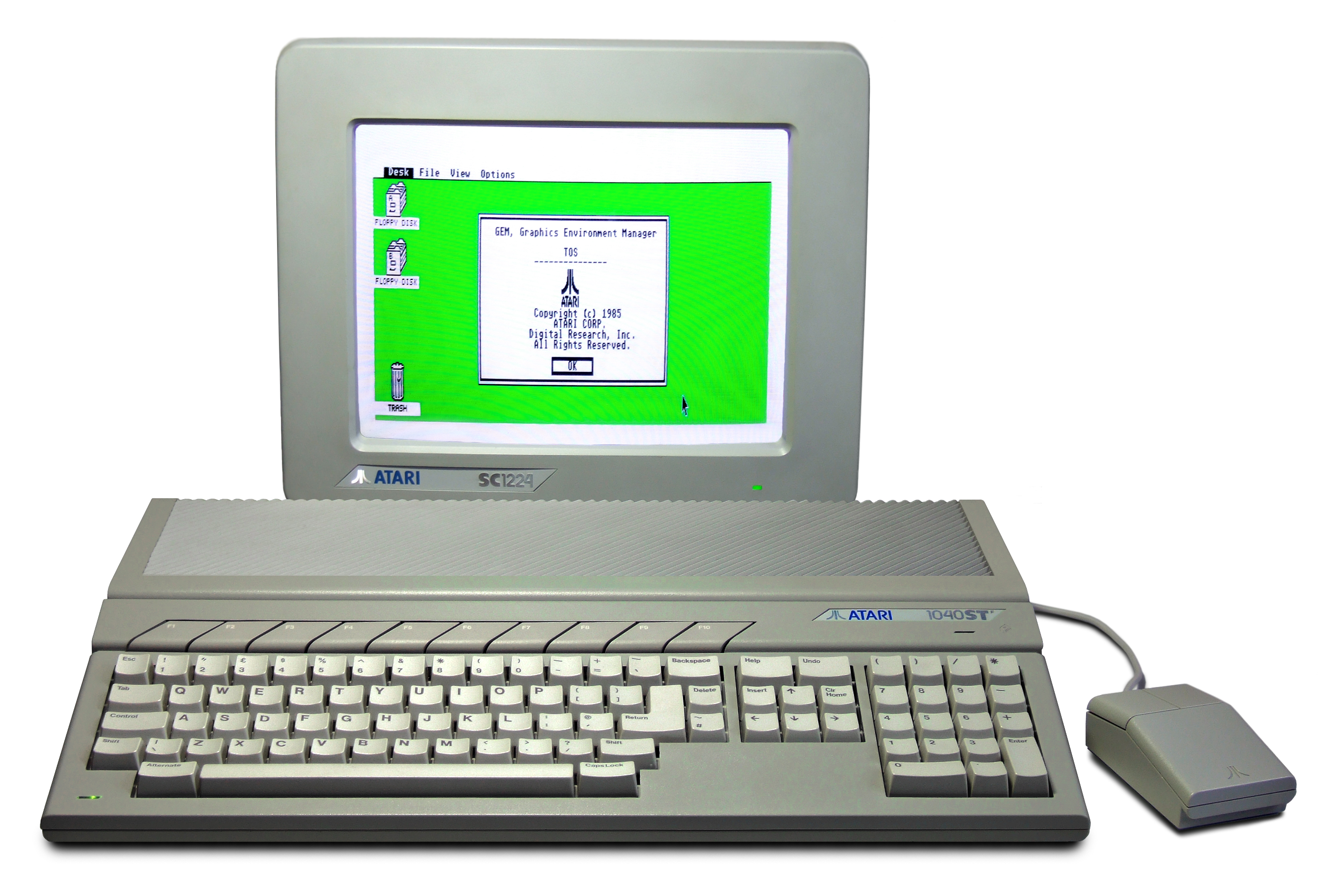
1985: Atari ST

En el món de Commodore, el GEOS estava disponible en el Commodore 64 i el Commodore 128. Més tard, una versió va estar disponible per als PC corrent DOS. Podia usar-se amb un ratolí o un joystick com a dispositiu d'apuntar, i va venir amb una suite d'aplicacions GUI. L'última línia de productes Commodore, la plataforma Amiga, corria un sistema operatiu amb GUI per defecte. L'Amiga va establir el pla pilot per al desenvolupament futur dels ordinadors personals amb les seves innovadores capacitats de gràfics i sons. Byte el va anomenar "el primer ordinador multimèdia ... tan avançat al seu temps que gairebé ningú va poder articular completament del que es tractava".
El 1985, l'Atari ST -també basat en el microprocessador Motorola 68000- va ser introduït amb el primer GUI de color a l'Atari TOS. Podia ser modificat per emular el Macintosh utilitzant el dispositiu Spectre GCR d'un tercer.
L'any 1987, Acorn comercialitzà l'Archimedes, un rang d'ordinadors de casa d'alt rendiment a Europa i Austràlia. Basat voltant del seu processador ARM RISC de 32 bits, els sistemes es van despatxar inicialment amb un GUI anomenat Arthur. El 1999, Arthur va ser substituït per un sistema operatiu multitasca basat en GUI anomenat SO RISC. Per defecte, el ratolí usat en aquests ordinadors tenia tres botons.

## Domini dels clons de PC
La transició entre el mercat de compatibles de PC sent liderat per IBM a un lideratge primàriament per un mercat més ampli va començar a estar clar el 1986 i 1987, el 1986 va ser comercialitzat el microprocessador Intel 80386 de 32 bits, i el primer ordinador compatible PC basat en el 386 va ser el Compaq Deskpro 386. La resposta d'IBM vi prop d'un any més tard amb la comercialització inicial de la sèrie d'ordinadors IBM Personal System/2, que tenien una arquitectura tancada i van ser una desviació de l'emergent "PC estàndard". Aquests models van ser granment no reeixits, i les màquines d'estil clon de PC van superar les vendes de totes les altres màquines al llarg d'aquest període.
Cap al final de la dècada de 1980 els clons d'IBM XT van començar a prendre el control del segment del mercat de l'ordinador personal dels fabricants especialitzats com Commodore International i Atari que havien dominat prèviament. Aquests sistemes típicament es van vendre per just sota el "màgic" punt de preu de $ 1000 (típicament $ 999) i van ser venuts via comanda per correu en comptes d'una tradicional xarxa de distribució. Aquest preu va ser aconseguit en usar tecnologia vella de 8/16 bits, com amb el CPU 8088, en comptes dels 32 bits dels últims CPU Intel. Aquests CPU eren usualment fets per un tercer con Cyrix o AMD. Dell va començar com un d'aquests fabricants, sota el seu nom original PC Limited.

## Dècades de 1990 i 2000

### NeXT
El 1990, l'ordinador estació de treball NeXTstation va sortir a la venda, per a programació "interpersonal", com el va descriure Steve Jobs. El NeXTstation es pretenia que fos un ordinador per a la dècada del 1990, i va ser una més barata versió que el previ NeXT Computer. El NeXTstation va ser una mica un fracàs comercial, i NeXT va tancar les seves operacions de maquinari el 1993.

### CD-ROM i CD-RW, MP3

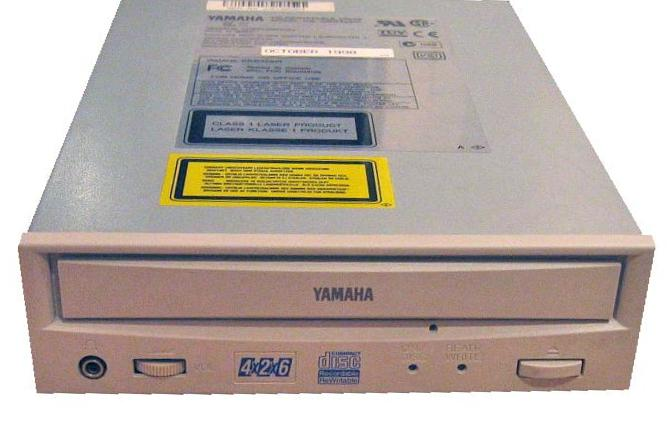
Les unitats de CD-ROM i CD-RW es van tornar estàndard per a la majoria dels ordinadors personals

Els principis de la dècada de 1990 van veure l'adveniment del CD-ROM com un estàndard de la indústria per venir, i a mitjans de la dècada del 1990 n'hi havia un incorporat en gairebé tots els ordinadors de sobretaula i cap al final de la dècada de 1990, també en portàtils. Encara introduït el 1982, el CD-ROM va ser en la seva major part usat per l'àudio durant la dècada del 1980, i llavors per a les dades d'ordinador com amb els sistemes operatius i aplicacions en la dècada del 1990. Un altre popular ús dels CD-ROM en la dècada del 1990 va ser el seu ús multimèdia, a mesura que molts ordinadors de sobretaula van començar a incloure altaveus estèreo incorporats, capaços de reproduir música amb qualitat de CD i sons amb la targeta de so Sound Blaster en els PC.
El ROM al CD-ROM significa Read Only Memory (memòria de només lectura). Posteriorment, unitats reescribibles CD-RW van ser incloses en comptes de les unitats de CD ROM estàndard. Això va permetre als ordinadors personals la capacitat de "cremar" CD d'àudio estàndard que eren reproduïbles en qualsevol reproductor de CD. Més tard, a mesura que el maquinari d'ordinador fos més poderós i el format mp3 es va fer popular, "ripejar" CD en fitxers comprimits petits al disc dur de l'ordinador es va tornar habitual. Xarxes d'intercanvi de fitxers com Napster i Gnutella van sorgir i per a molts individus va suposar l'activitat primària de l'ordinador.

### Thinkpad

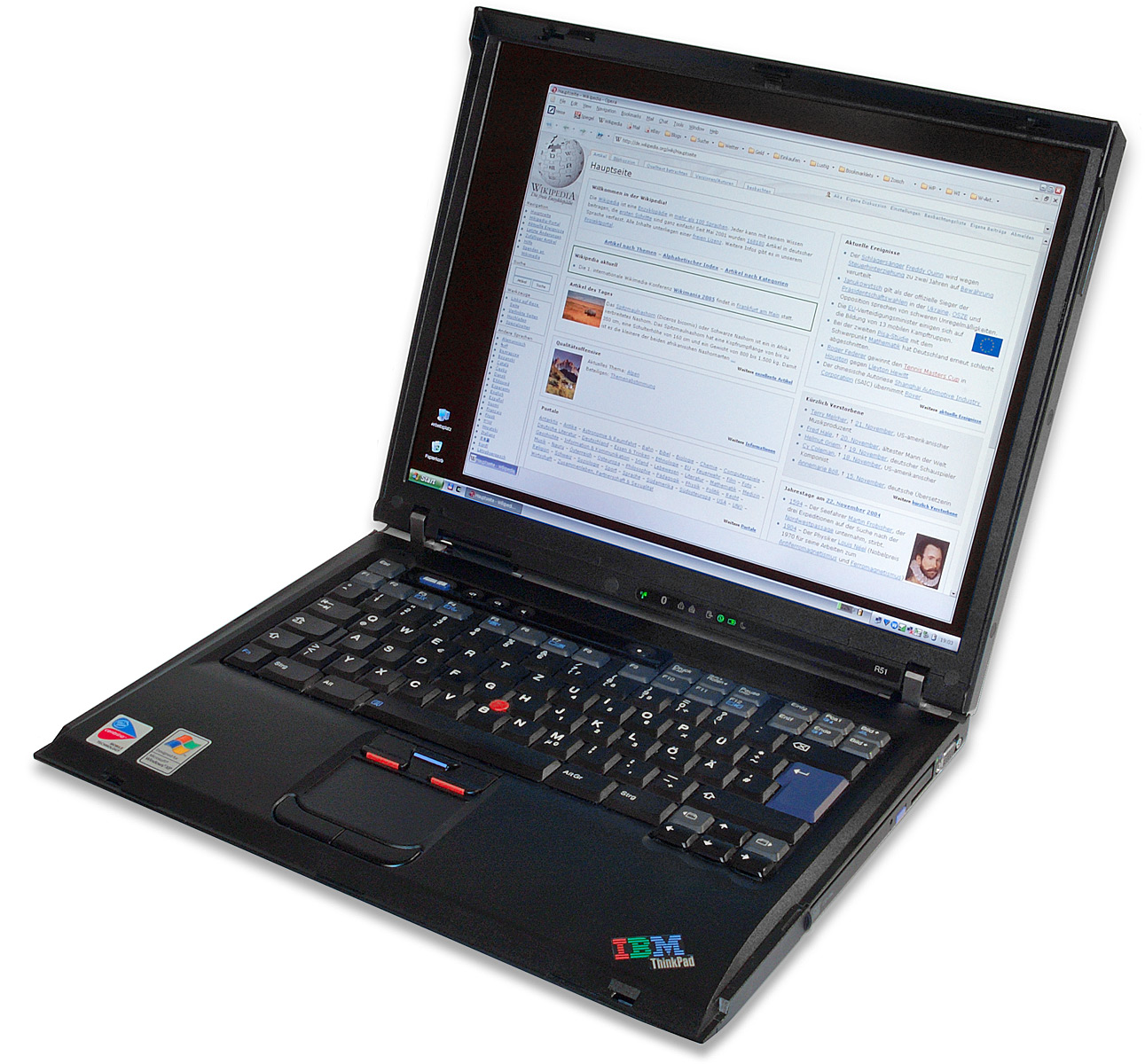
IBM Thinkpad R51

IBM va introduir el seu exitós rang Thinkpad a COMDEX 1992 usant la sèrie de designadors 300,500 i 700 (pretesament anàleg al rang de cotxes BMW i usat per indicar el mercat), La sèrie 300 sent el "econòmic", la sèrie 500 el "rang mitjà" i la sèrie 700 el "rang alt". Aquesta designació va continuar fins a finals dels 1990 quan IBM va introduir a sèrie "T" com a reemplaçament de les sèries 600/700, i els models de les sèries 3, 5 i 7 van ser eliminats i substituïts per les sèries A (367) i X (5). La sèrie A va ser més tard parcialment reemplaçada per la sèrie R.

### Zip drive
L'any 1994, el Zip drive va ser introduït per Iomega com un sistema d'emmagatzematge informàtic renovable de mitjana capacitat. Apuntava a reemplaçar el disc floppy estàndard de 5,5 polzades però va fallar a fer-ho. Abans que el Zip fos introduït, SyQuest va ser una marca popular de mitjans i unitats renovables, però eren costoses i granment sense èxit a causa de problemes de fiabilitat. Per al 2008, Els Zip drives encara eren venuts, però els CD gravables són més comuns.

### Dell
Per mitjans de ladècada del 1990, els sistemes Amiga, Commodore i Atari, ja no eren al mercat, trets per la forta competència i els baixos preus dels clons de l'IBM PC. Altres competències prèvies com el Sinclair i Amstrad ja no estaven en el mercat dels ordinadors. Amb menys competència que abans, Dell va ascendir per tenir alts guanys i èxit, introduint sistemes de baix cost apuntant a mercats de consumidors i de negocis usant un model de vendes directes. Dell va superar Compaq com el fabricant d'ordinadors més gran del món i va mantenir aquesta posició fins a l'octubre de 2006.

### Power Macintosh, PowerPC
El 1994, Apple va introduir la sèrie Power Macintosh d'ordinadors de sobretaula de gamma alta per a la publicació d'escriptori i dissenyadors gràfics. Aquests nous ordinadors van fer ús dels nous processadors Motorola PowerPC com a part de l'AIM alliance, per reemplaçar l'arquitectura Motorola 68k prèviament usada per a la línia Macintosh. Durant els 90, el Macintosh es va mantenir amb una reduïda quota de mercat, però va ser la primera opció per als professionals creatius, particularment els de les indústries gràfiques i de publicació.

### Risc PC
També el 1994, Acorn Computers comercialitzà la seva sèrie Risc PC d'ordinador de sobretaula de gamma alta. El Risc PC (nom codi Medusa) va ser la següent generació d'ordinadors RISC d'Acorn basats en l'ARM, que substituïa el Acorn Archimedes.

### BeBox
L'any 1995, Be Incorporated comercialitzà l'ordinador BeBox, un processador PowerPC 603 dual corrent a 66 MHz, i posteriorment a 133 MHz amb el sistema operatiu BeOS. El BeBox va ser granment un fracàs, amb menys de 2.000 unitats produïdes entre octubre de 1995 i gener de 1997, quan la producció va cessar.

### clons com a estàndard, ressorgiment d'Apple

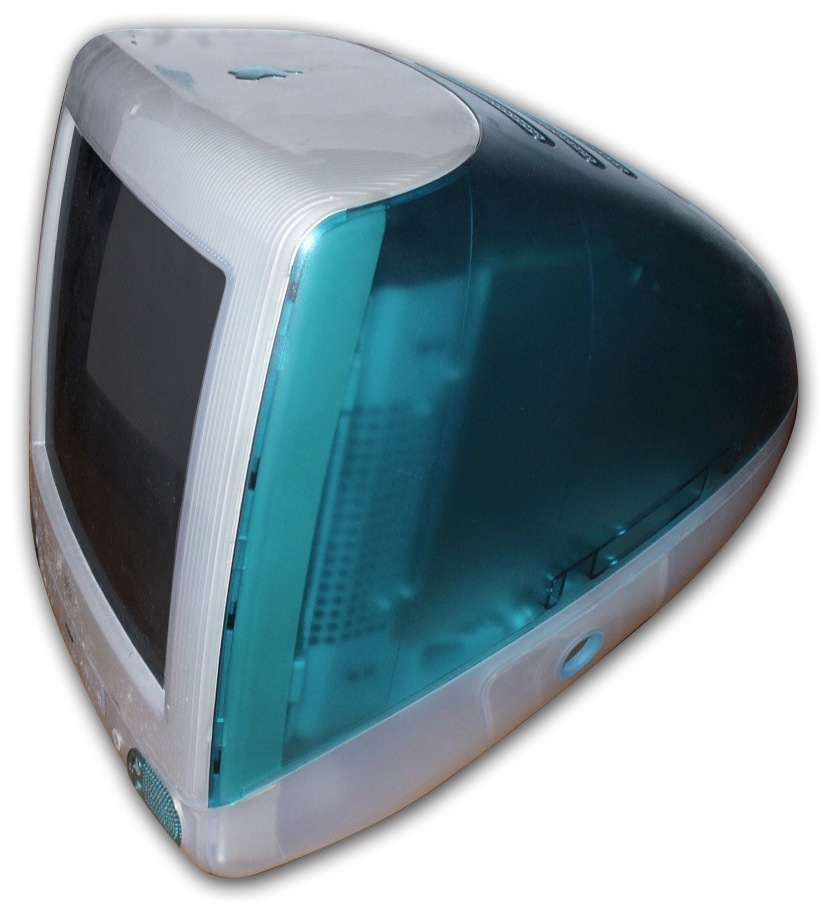
L'iMac del 1998 va portar a Apple de tornada als beneficis

A causa del creixement en vendes dels clons d'IBM en la dècada de 1990, aquests es van convertir en l'estàndard per als usos en els negocis i la llar. Aquest creixement va ser augmentat per la introducció del sistema operatiu Microsoft Windows 3.0 al 1990, i seguit pels sistemes operatius Windows 3.1 al 1992 i Windows 95 al 1995. El Macintosh va ser enviat a un període de declinació a mitjans de la dècada del 1990, i per 1996, Apple gairebé estava en fallida. Steve Jobs va retornar a Apple el 1997 i va portar a Apple de tornada a la rendibilitat, primerament amb la comercialització del Mac OS 8, un nou sistema operatiu per als ordinadors Macintosh, i amb els ordinadors PowerMac G3 i l'iMac per als mercats professional i casolà. L'iMac va ser notable per la seva carcassa blava de cos transparent en una forma ergonòmica, així com per descartar dispositius heretats com el disc floppy i els ports serials a favor de la connectivitat Ethernet i USB. L'iMac va vendre diversos milions d'unitats i un model subsegüent usant un factor de forma diferent romandre en producció fins a juliol de 2008. El Mac OS X, l'iLife i l'IBooks van ser posteriorment introduïts per Apple.

### Rambus RDRAM
Les primeres plaques base a suportar la memòria Rambus RDRAM (Rambus Direct DRAM), un tipus de RAM dinàmica sincrònica, foren comercialitzades el 1999. RDRAM també tenia dos a tres vegades el preu d'una SDRAM PC 133 a causa d'una combinació d'alt cost de fabricació i altes tarifes de llicència. La RDRAM és molt rara avui dia.

### USB, reproductor de DVD
Des de finals de la dècada del 1990, van començar a vendre molts més ordinadors que incloïen ports Universal Serial Bus (USB) per fàcil connectivitat Plug and Play amb dispositius com càmeres digitals, càmeres de vídeo, organitzadors personals, impressores, escàners, unitats flash USB, i altres dispositius perifèrics. Cap a principis del segle xxi, la majoria d'ordinadors venuts per al mercat de consum incloure com a mínim 2 ports USB. També durant finals de la dècada del 1990, els reproductors DVD van començar a aparèixer en els ordinadors de sobretaula i portàtils d'alta gamma, i eventualment en els ordinadors de consum en la dècada de 2000.

### Hewlett-Packard
El 2002, Hewlett-Packard (HP) va comprar a Compaq. Compaq a si mateix havia comprat Tandem Computers el 1997 (que havia començat amb exempleats d'HP), ja Digital Equipment Corporation el 1998. Després d'aquesta estratègia HP va esdevenir un jugador important en escriptoris, portàtils i servidors per a molts diferents mercats. La compra de participacions va fer a HP el fabricant més gran d'ordinadors personals del món, fins que Dell ho sobrepassés més tard.

### 64 bits
L'any 2003, AMD va presentar l'Opteron i Athlon 64, la seva línia de microprocessadors basats en 64 bits per als ordinadors d'escriptori. També el 2003, IBM comercialitzà el PowerPC 970 basat en 64 bits per a sistemes de l'alta gamma Power Mac G5 d'Apple. El 2004, Intel va reaccionar a l'èxit d'AMD amb processadors basats en 64 bits, comercialitzant versions actualitzades de les seves línies de Xeon i Pentium 4. Els processadors de 64 bits primer van ser comuns en sistemes de gamma alta, servidors i estacions de treball, i llavors gradualment reemplaçar els processadors de 32 bits d'escriptoris i portàtils del consumidor a prop del 2005.

### Lenovo
L'any 2004, IBM va anunciar la proposta de venda del seu negoci de PC al fabricant d'ordinadors xinès Lenovo Group, que és posseït parcialment pel govern xinès, per US $ 650 milions en efectiu i $ 600 milions en accions de Lenovo. El tracte va ser aprovat pel Committee on Foreign Investment in the United States el març de 2005, i acabat el maig de 2005. IBM tindrà 19% de stake??? en Lenovo, que mourà les seves casernes generals a l'Estat de Nova York i designarà un executiu d'IBM com el seu director general. La companyia conservarà el dret d'usar certes marques de fàbrica d'IBM per un període inicial de cinc anys. Com a resultat de la compra, Lenovo va heretar una línia de productes que oferia el ThinkPad, la línia de portàtils que havien estat un dels productes més reeixits d'IBM.

### Wi-Fi, monitor LCD, processador mulinucli, memòria flash

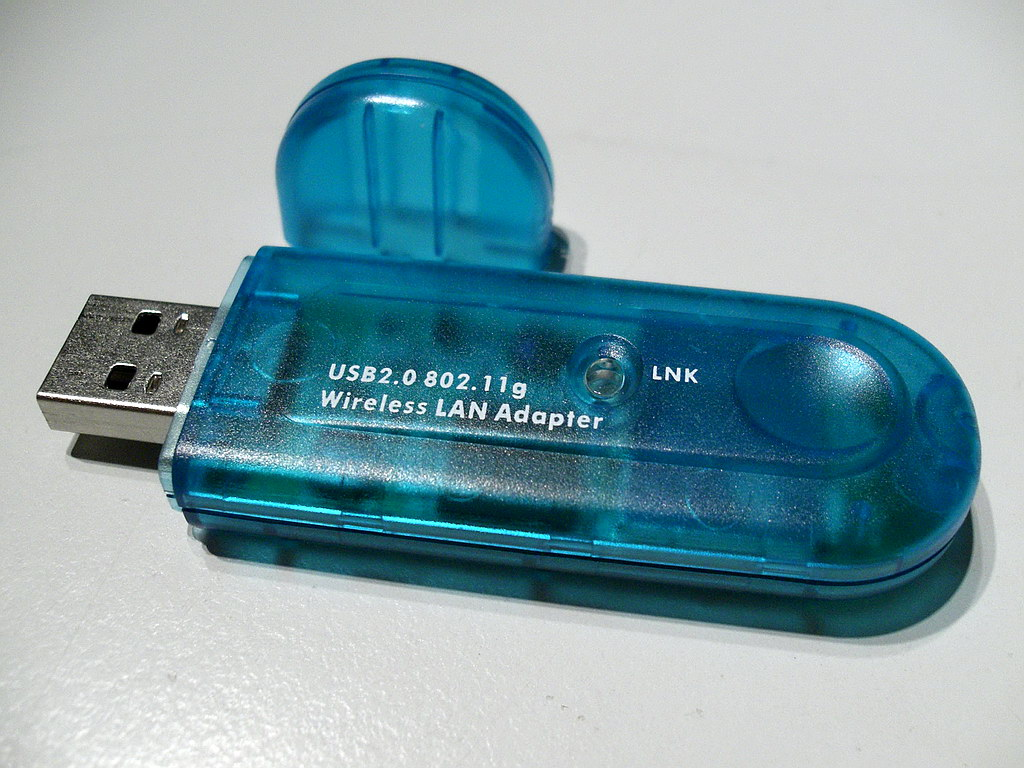
USB Wi-Fi

A principis del segle xxi, el Wi-Fi va començar a arribar a ser cada vegada més popular a mesura que molts consumidors van començar a instal·lar les seves pròpies xarxes sense fils a casa. Molts dels portàtils d'avui en dia i també alguns ordinadors d'escriptori són venuts amb targetes sense fils i antenes preinstal·lades. També a principis del segle 21, els monitors LCD es van convertir en la tecnologia més popular per als monitors, amb la producció del CRT disminuint. Els monitors de LCD són típicament més nítids, brillants, i econòmics que els monitors CRT. La primera dècada del segle 21 també va veure el creixement de processadors multinucli i de la memòria Flash. Un cop limitat a l'ús industrial de gamma alta a causa del cost, aquestes tecnologies ara estan en el corrent principal i disponibles ara per als consumidors. El 2008 van ser comercialitzats el MacBook Air i l'Asus Eee PC, portàtils que descarten el disc dur completament i confien en la memòria Flash per a l'emmagatzematge.

### Servidors i xarxes basats en microprocessadors
La invenció a finals de la dècada del 1970 de les xarxes d'àrea local (LANs), notablement Ethernet, va permetre als PC comunicar els uns amb els altres (peer-to-peer) i amb impressores compartides.
A mesura que la revolució del microordinador va continuar, versions més robustes de la mateixa tecnologia van ser usades per produir servidors basats en microprocessador que també podien ser connectats a una LAN. Això va ser facilitat pel desenvolupament de sistemes operatius de servidor per córrer en l'arquitectura Intel, incloent-hi diverses versions, tant d'Unix com de Microsoft Windows.
Amb el desenvolupament de les xarxes d'àrea d'emmagatzematge i de les granges de milers de servidors, per l'any 2000 el miniordinador tenia tot, però va desaparèixer, i els mainframes van ser restringits en gran part a usos especialitzats. La granja de servidors de Google és probablement la més gran, amb un acompliment total tres vegades més gran que e l'Earth Simulator o el Blue Gene, per al 29 de setembre de 2004.

## Mercat
L'any 2001, 125 milions d'ordinadors personals van ser venuts, en comparació amb els 48 mill. el 1977. Més de 500 milions de PC estaven en ús el 2002 i mil milions d'ordinadors personals havien estat venuts per tot el món des de mitjans de la dècada de 1970 fins a aquest temps. De l'última figura, el 75 per cent era professional o tenia una feina relacionada, mentre que la resta es va vendre per a l'ús personal o casolà. Prop del 81,5 per cent dels PC enviats havien estat ordinadors de sobretaula, 16,4 per cent ordinadors portàtil i 2,1 per cent servidors. Els Estats Units havia rebut el 38,8 per cent (394 milions) dels ordinadors enviats, Europa el 25 per cent i l'11,7 per cent havia anat a la regió del pacífic asiàtic, el mercat de creixement més ràpid des de 2002.
Gairebé la meitat de totes les llars a Europa occidental tenia un ordinador personal i un ordinador podia ser trobat en el 40 per cent de llars al Regne Unit, comparat amb només un 13 per cent el 1985. El tercer trimestre del 2008, va marcar la primera vegada que els portàtils es van vendre, als Estats Units, més que els PC d'escriptori.
Per juny del 2008, el nombre dels ordinadors personals en ús al voltant del món va arribar als mil milions. Els mercats madurs com els Estats Units, Europa occidental i Japó van representar el 58 per cent de les PC instal·lades. S'esperava que prop de 180 milions de PC (el 16 per cent de la base instal·lada existent) fossin substituïts i 35 milions desfets el 2008. Tota la base instal·lada va créixer el 12 per cent anualment.